# 東急5000系電車 (2代)
東急5000系電車（とうきゅう5000けいでんしゃ）は、2002年（平成14年）5月2日に営業運転を開始した、東急電鉄の通勤形電車。
本項では、田園都市線用の5000系のほか、東横線用の5050系および目黒線用の5080系についても記述する。
また本項において個別の編成を記す場合は、自社線内での上り方（渋谷・目黒方。以下、単に「上り方」と記す）先頭車の車両番号で代表し、Fを付与して編成呼称とする（例：5101F）。

## 概要
東急の主力車両であった8000系および8500系は新造車が高額であったため、従来は製造後40年から50年程度の期間使用する予定であった。実際、製造から20年から30年を経過し老朽化および陳腐化が進み始めたため1992年（平成4年）から改修工事を行っていた。ところが8500系2両で制御装置および主電動機の改修を試験的に実施してみると、残存寿命を勘案した場合には改修は合理性に欠けると判断され、結局この2両のみで改修が打ち切られた。その際に問題となった他の観点には、改修工事のみでは設計の進歩を反映した軽量化が困難なこともあった。
当時JR東日本では日本国有鉄道（国鉄）から引き継ぎ老朽化の進んだ大量の車両を早急に取り替えるべく『重量半分・価格半分・寿命半分』を目標とした209系を東急グループの東急車輛製造などと共同で開発し、1993年から投入しはじめていた。一方、東急でも目黒線向けに1999年から投入した3000系では、車体構造など一部に209系を参考にした設計が取り入れられた。
本系列ではこれをさらに推し進め、209系の改良版であるE231系との間で、主に構体設計の共通化が図られた。
本系列を開発するにあたっては「人と環境にやさしい車両」をコンセプトとして、バリアフリー化のため、ホームと床面の段差を減らし、一部の吊り手を低くするなどした。環境への配慮としては、主要機器を3000系をベースに大容量化することにより台数を削減し、騒音低減が図られた。消費電力量は8500系と比較して約4割削減された。
E231系などと車体部材の共通化を行うことによって、前述の3000系と比較して約3割のコストダウンが図られた。なお、本系列の導入コストは従来車を改修すると仮定した場合のコストと比較しなお高額であるものの、その差額は約20年で回収可能であるとされるが、理由として機器の集約や車体の軽量化が図られており、改修の場合よりも保守費および電力費が削減され、地下区間では列車風の削減も可能であることなどが挙げられている。
本系列は東急電鉄における標準車両と位置づけられ、田園都市線への導入を皮切りに、2003年3月からは目黒線向けの5080系、2004年4月からは東横線向けの5050系が導入された。派生車種として東急多摩川線・池上線に7000系、大井町線に6000系、東急が運行・整備を受託している横浜高速鉄道みなとみらい線にY500系が導入されている。
本系列導入に伴う旧型車両の代替が進捗した結果、保守費・電力費の削減と騒音低減の効果が得られた。また、東横線では5050系の導入により2006年9月25日のダイヤ改正以降、中・高速域の性能に劣る8000系と8590系を日中運用から全廃し、スピードアップを実現した。

## 車両概説
この節では主に初期編成の製造時について解説し、後の設計変更・改造の詳細については後述する。

### 車体
E231系を基本とした20 m級車体4扉構造の軽量ステンレス車体で、地下鉄乗り入れのため裾絞りなしの狭幅車体としている。また、車両床面高さを3000系の1,150 mmよりも20 mm低い1,130 mmとしてプラットホームとの段差を解消した。
前面形状は運転台部分を車体中心部分まで拡大し、非常扉を前面向かって左側へオフセットした、9000系以来の左右非対称構造とされている。FRP成形品で覆う構造とし、内側には19 mm厚の衝突柱および6 mmまたは4.5 mm厚のステンレスによる骨組みが存在する。前面隅柱部には後退角が設けられ、また前後方向に緩やかな傾斜を設けた構造を採用したことにより、前面が切妻であった従来の車両と比較して地下駅進入時の列車風を低減した。非常扉はプラグドア式で、車内側に非常はしごを設置している。
車体断面は車両限界、工法と広幅の雨樋の関係から台枠部から上に行くに従ってわずかに内側へ傾斜している。床下機器は基本的に車体横梁に直接吊り下げ、機器のつり枠を廃止して軽量化を図っている。車体幅は5101Fが3000系までの従来車と同じ2,770 mmであるのに対して、5102F以降および5080系は2,778 mm、さらに5050系は東横線において縮小限界を採用し、建築限界と車両限界の間隔を190 mmとすることによって車両限界幅を2,820 mmに拡大した上で2,798 mmとわずかではあるが拡大しており、定員も増加している。
扉間隔は5101Fでは3,500 mmとしたが、5102F以降は「通勤・近郊電車の標準仕様ガイドライン」に準拠した3,520 mmに変更された。いずれもE231系の3,640 mmより短くとられている。
車外の車両番号・号車番号の表記は書体が変更され、また号車番号の表記は色が反転されている。方式も変更され、側面においては従来車ではステンレスのプレートを用いてたところ、本系列ではステッカーを外板に直接貼付する形とされた。
種別・行先表示器は、5000系初期車では種別部分に幕式、行先部分に3色LEDが用いられており、前面・側面ともに表示が分割されていた。5080系では側面が大型の3色LEDのみとなり、実質的にここで側面の種別・行先が一体化された。さらに5050系ではフルカラーLEDと白色LEDが採用、直後に5000系・5080系の増備車もこの仕様に揃えられた。さらに既存車でもフルカラーLED・白色LEDへの置換えが進んでいる。なお、側面のLEDは走行中の消灯機能を備えているが、幕式の箇所ではその機能がないため、幕式の車両と幕から交換された車両では走行中は種別部分のみ表示される状態となっている。表示については種別単体の箇所は下部に英字併記、行先単体の箇所と種別・行先一体の箇所では日英の交互表示とされている。
車側灯は5000系・5050系と5080系で配置・形態が異なっている。5080系では表示器横に戸閉・非常通報が縦並びで配置されており、またLED式が採用されていたが、5000系・5050系ではそれぞれ離して配置され、また初期編成では当初白熱電球が用いられていた。LEDの経年に伴う輝度低下を避けるためであったが、LEDそのものの長寿命化が図られたことから、後に全車LEDへ変更された。また電球による戸閉車側灯はレンズを赤色としていたが、LEDのものでは透明となり、太陽光の散乱などによる誤認を防いでいる。
また、編成内の一部車両の床下には3000系に続いて折り畳み式の側面非常ハシゴを設置した。各系列の両先頭車および5000系・5050系の付随車2両の床下に配置され、いずれも編成外側を向いている。

### 車内
車内はE231系を基本としたオールロングシート仕様であるが、客室内装はE231系とは異なり、ペーパーハニカム材にアルミ板と高硬度アートテックやデコラ化粧板を貼り付けた複合材料を使用したものを新たに設計した。
各系列で配色が大きく異なり、5000系では青系、5050系ではパステル調、5080系では3000系から継承したローズ系とされた。
座席は3000系と共通の1人の掛け幅を450 mmとした片持ち式バケットシートである。2003年度以降に導入した車両はE231系とほぼ共通の座面にSばねのクッションが入ったものとし、座り心地を改善した。7人掛け座席部ではスタンションポールを2本設置する。
荷棚はE231系のパイプ構成と異なり、従来の東急の各系列と同様に金網で構成されている。設置高さは3000系よりも20 mm低い1,730 mmとして、荷物の上げ下ろしを容易にしている。
つり革のうち低いものは3000系に引き続き高さ1,630 mmを基本とし、本数を増やしている。このうち座席前の一部はユニバーサルデザインの一環として設置位置を100 mm低くした1,530 mmとした。照明はカバーのない蛍光灯である。
側窓はE231系とほぼ共通の熱線吸収・UVカットガラスを使用し、カーテン設置を省略した。ドア間は下降窓と固定窓のユニット式、車端部は固定式の単窓である。コストダウン・騒音低減のために妻面窓は廃止した。
側引戸（側面客用扉）は1 - 5次車ではE231系と同一の接着式単板窓扉を採用し、車内側はステンレス無塗装仕上げである。6次車以降では扉窓が複層化され、車内側は化粧板仕上げに変更された。両者は外観上窓周りの形状が異なる。戸閉装置は3000系と同じベルト駆動による空気式であり、戸閉弱め機構を搭載する。ドアチャイムは、世田谷線用の300系で採用したものと類似した、開閉時に単音が2回鳴動するタイプである。
妻引戸（連結面貫通扉）は上り方先頭車を除く各車の上り方に設置されており、5次車から自動で閉まる形に変更、6次車からは両面化粧板仕上げとなった。
案内表示器には東急初の液晶ディスプレイ（LCD）が採用、各側引戸の鴨居部に設置され、TIP (Train Information system for Passenger) によって制御される。5101Fでは当初ディスプレイを1基のみ設置しており、走行中は風景画を、駅に接近すると到着駅と乗り換え案内を表示していた。2次車以降では2基のディスプレイが横並びで設置されており、右側画面にて案内表示（次停車駅の乗換案内・扉開閉方向・ホーム設備など）を行い、左側画面は「TOQビジョン」としてCMを放映する。なお、輸送障害等の異常時には、左側に路線図で支障区間の表示を、右側に文字情報をそれぞれ表示する。5080系の初期車は当初LED式を搭載、TIPは3次車以降で採用されている。なお、LCDは当初15インチであったが増備途上で17インチに変更、既存車も17インチへの置換えが進んでいる。
優先席は各車の車端部に設けられており、田園都市線は上り方（上り方先頭車は下り方）、東横線・目黒線は下り方（下り方先頭車は上り方）の配置となる。座席のモケットは一般席と同一だが、2005年よりつり革をオレンジ色にするとともに、付近の壁にオレンジ色の帯を配している。また5次車以降では優先席として製造された箇所の手すりの形状や配置が変更されている。
車椅子スペースは編成中2箇所に設置、系列ごとに設置位置が異なるがいずれも車端部の向かって右側に配置されている。なお、2015年度以降の増備車では各号車に車椅子スペースが設置された。壁面に暖房器と非常通報装置、また2本の手すりを備えており、車椅子マーク（後にベビーカーマークも追加）が掲出される。
またフリースペースが5000系において導入された。車椅子スペースのない中間車において設置され、位置は上り方車端部の右側となっている。車椅子スペース同様に座席・荷棚のない場所であるが設備が簡素で、壁面には窓上の手すりのみの設置とした。ラッシュ時の混雑緩和のほか、ベビーカーや大きな荷物を持った人への配慮としており、車椅子マークの掲出はなく、ベビーカーマークのみの掲出となっている。
空調装置は、通勤用車両としては最大能力である61.05 kW (52,500 kcal/h) の集中式空調装置を搭載する。この装置は3000系3013Fで試験した装置を基にさらに改良したもので、ヒートポンプによる冷凍サイクルと電熱ヒーターにより暖房や除湿運転も可能なものである。本系列では三菱電機製（CU708系）と日立製作所製（HRB504系）のものが存在し、基本的に車番末尾が奇数の編成は三菱製、偶数編成は日立製とされていたが、増備途上で変更され、また組替えによる例外も存在する。補助送風機は車内天井部のレール方向に1両当たり10台設置されている。
車内の様子

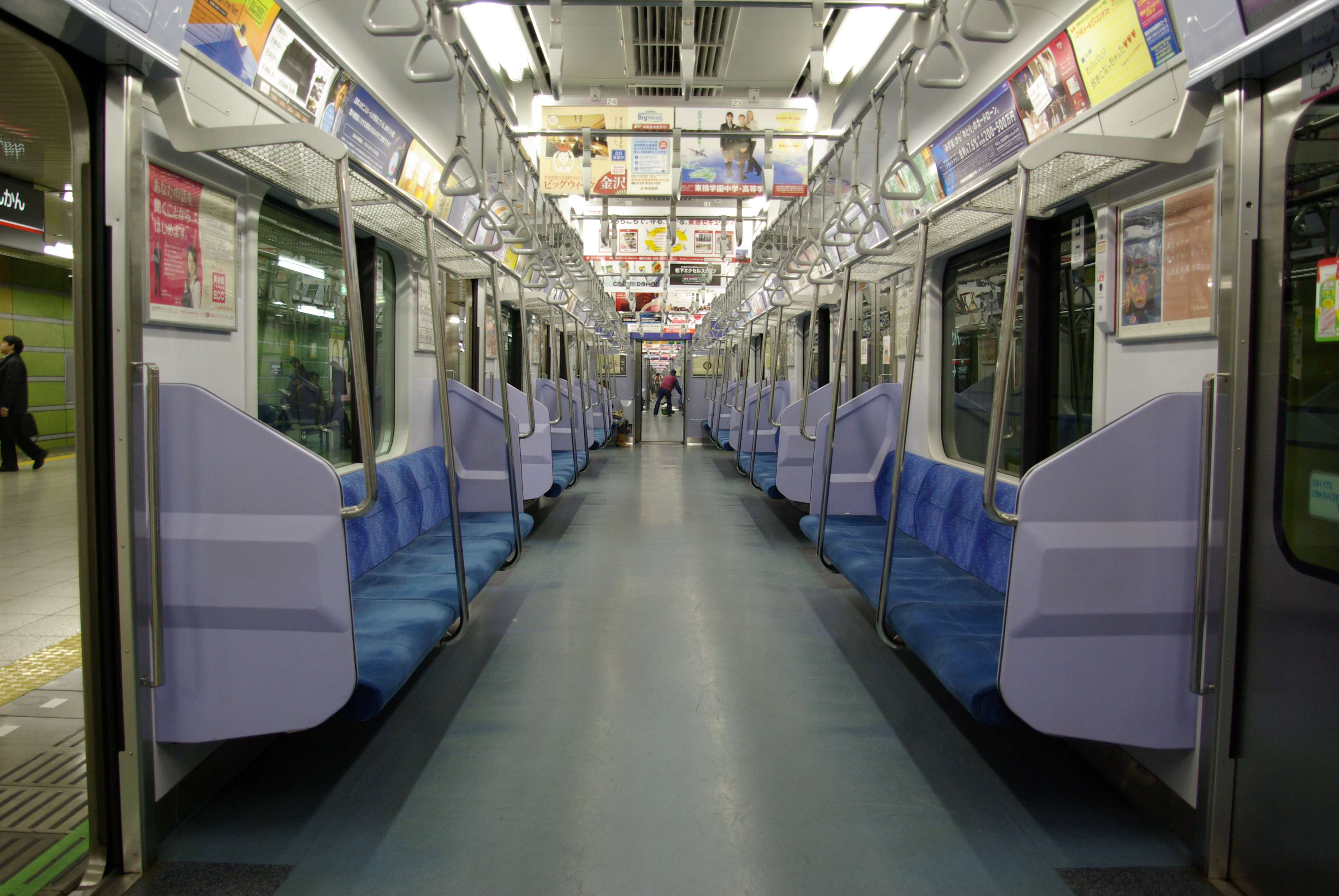
5000系車内 （2次車5102F）
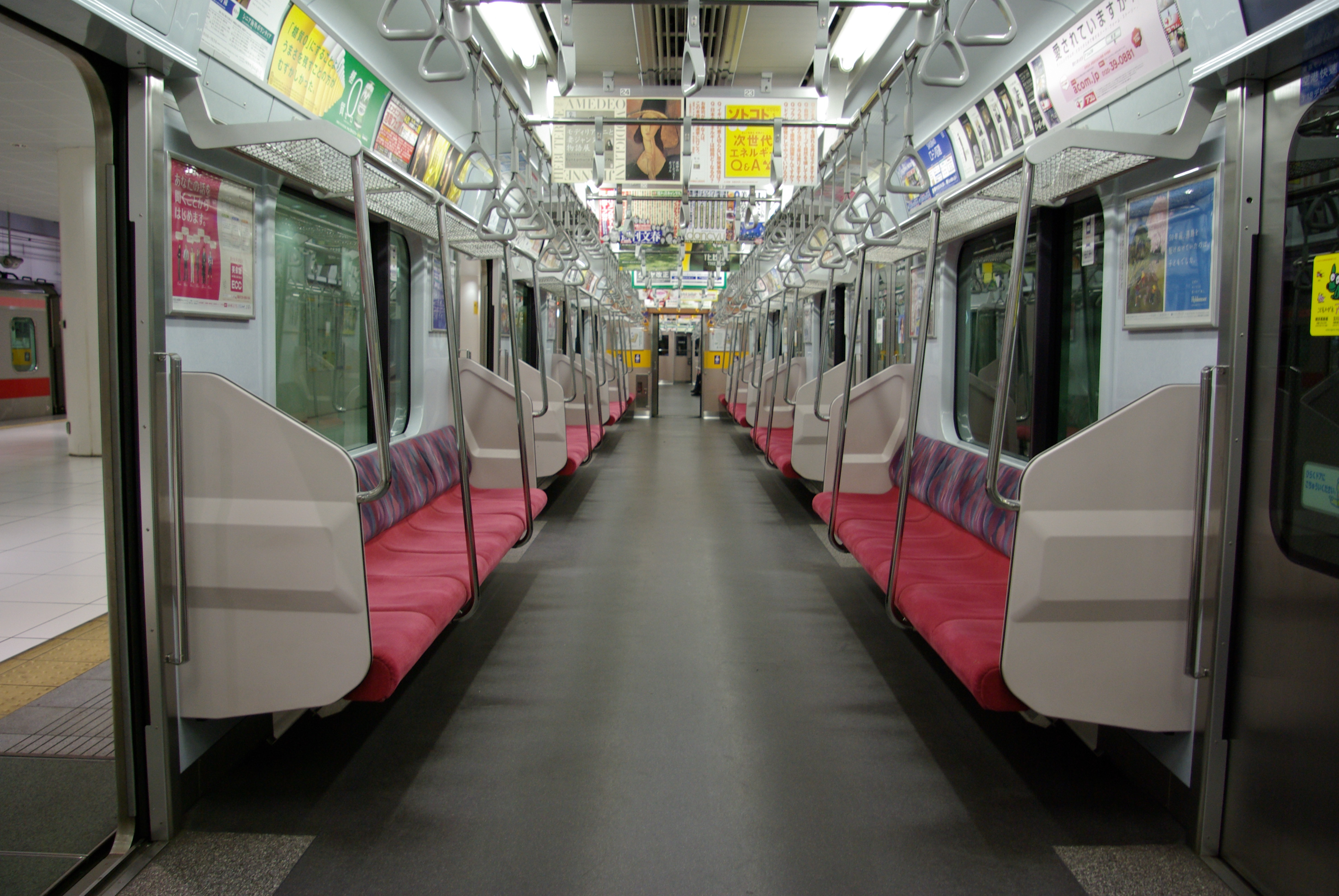
5050系車内 （4次車5155F）
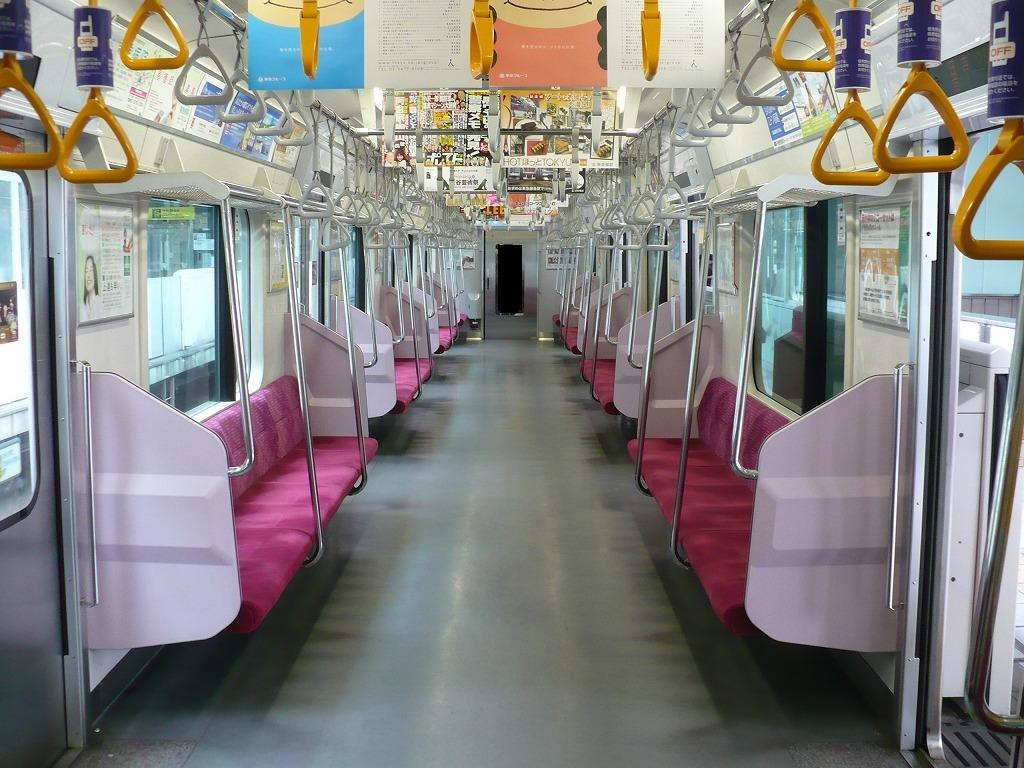
5080系車内 （1次車5181F）
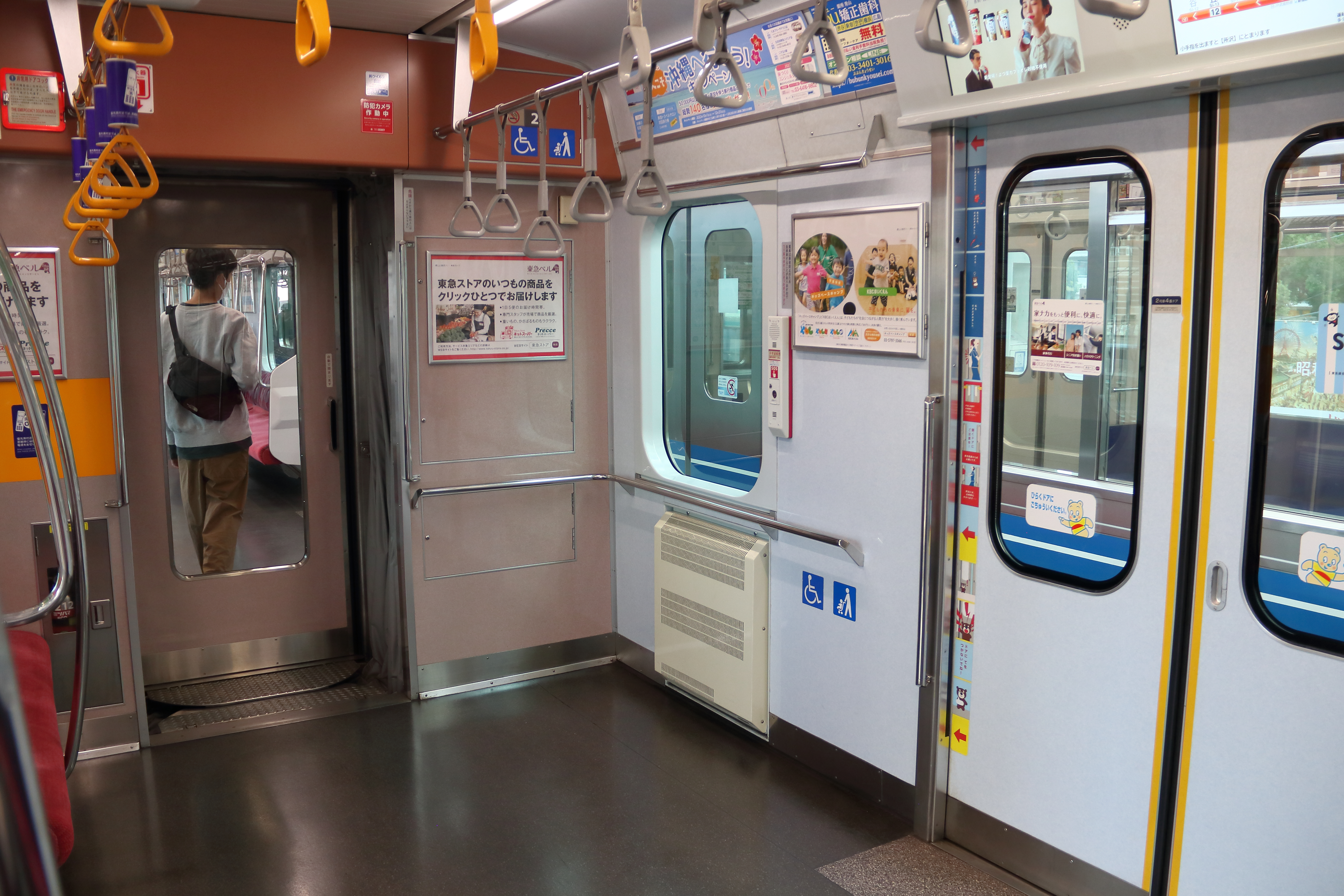
車椅子スペース （6次車4112F）
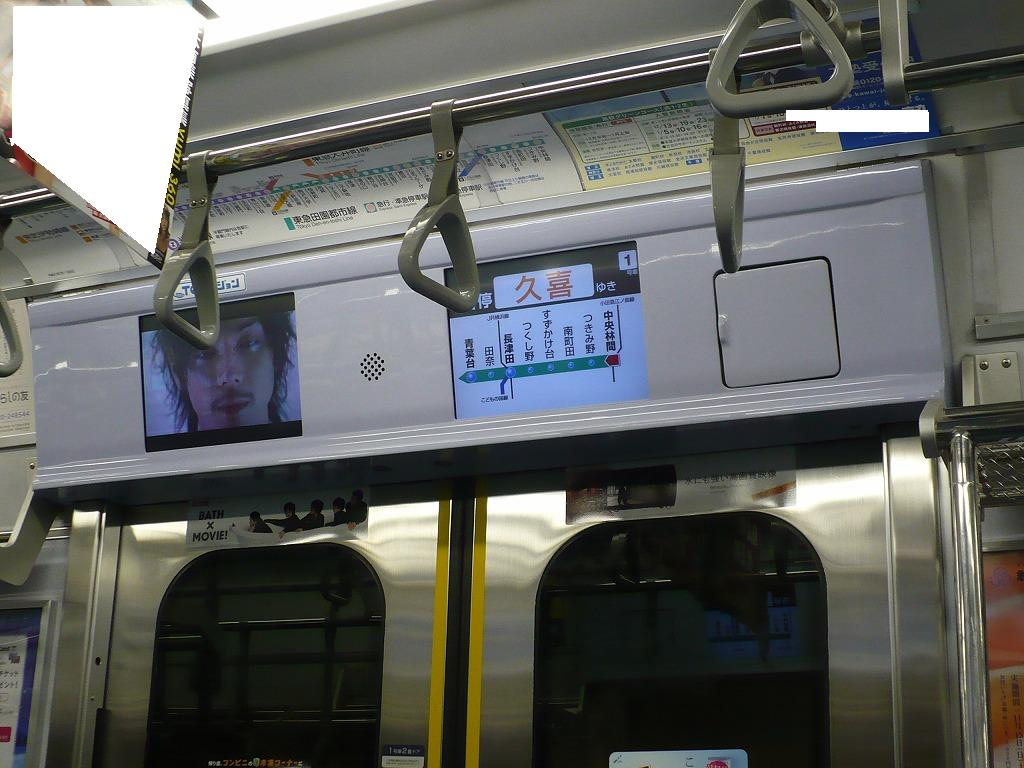
15インチ2画面の車内表示器

定員一覧表
|                          | 先頭車             | 中間車             | 中間車                           | 中間車             |
| ------------------------ | ------------------ | ------------------ | -------------------------------- | ------------------ |
| 通常                     | 通常               | 座席収納時         | 車椅子スペース等 設置車（1箇所） |                    |
| 5000系1次車              | 140人 （座席48人） | 151人 （座席54人） |                                  | 152人 （座席51人） |
| 5080系・ 5000系2次車以降 | 141人 （座席48人） | 152人 （座席54人） |                                  | 152人 （座席51人） |
| 5000系6扉車              |                    | 155人 （座席30人） | 154人 （座席0人）                |                    |
| 5050系 （sustinaも同一） | 142人 （座席48人） | 153人 （座席54人） |                                  | 154人 （座席51人） |

### 乗務員室
乗務員室内ならびに運転台パネルは3000系に準じており、いずれも濃い灰色の配色としている。奥行きは5000系では1,505 mmであるが、5050系・5080系では1,605 mmと100 mm拡大されている。
マスター・コントローラーはデッドマン付のT字形ワンハンドル式で、指定の速度域では「P3」もしくは「P4」位置から「P2」（力行2ノッチ）位置にハンドルを戻すことで定速制御が可能である。その際は運転台モニタに「定速」と表示される。速度計はアナログ（白地）式で、120 km/hフルスケール表示仕様である。ブレーキは手動運転時は7段、ATO・TASC制御時に限り3000系と同じく15段制御としている。
車掌スイッチは5000系5114Fまでは機械式であったが、5115F以降と5050系は当初から間接制御式（リレー式）、5080系では電気式で横に押すボタン（開扉は2ボタン・閉扉は1ボタン）である。5101F - 5114Fも後に間接制御式に改修された。
運転室と客室の仕切りには前面窓と同じ配置で左から大窓・乗務員室仕切扉窓・小窓がある。このうち左側2枚の窓には遮光幕が設置されており、また乗務員室仕切扉窓は開閉可能な落とし窓となっている。なお、5080系では乗り入れ協定によって左側2枚の窓には遮光ガラスを使用しているほか、乗務員室仕切扉が電磁鎖錠対応となり、仕切扉の開く向きが5000系・5050系では客室から見て左開きであるのに対し、5080系では右開きとされている点が異なる。
車内放送装置に目黒線と同様の音声の自動放送を採用した。

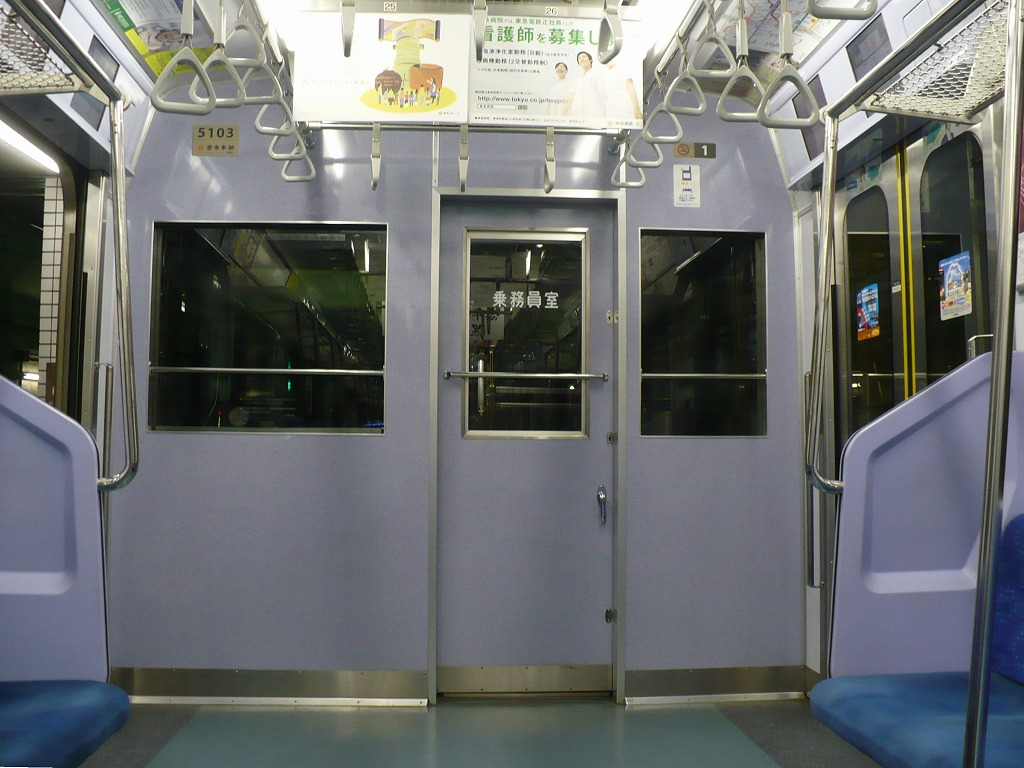
5000系の乗務員室背面仕切壁 仕切扉は左に開く
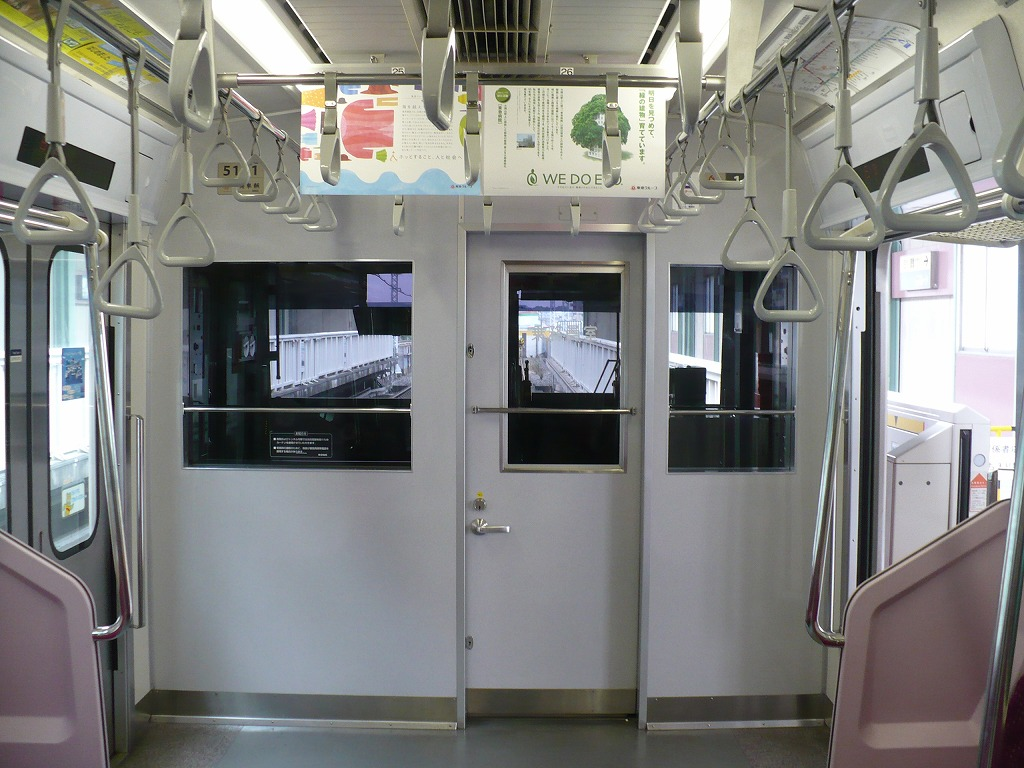
5080系の乗務員室背面仕切壁 仕切扉は右に開く
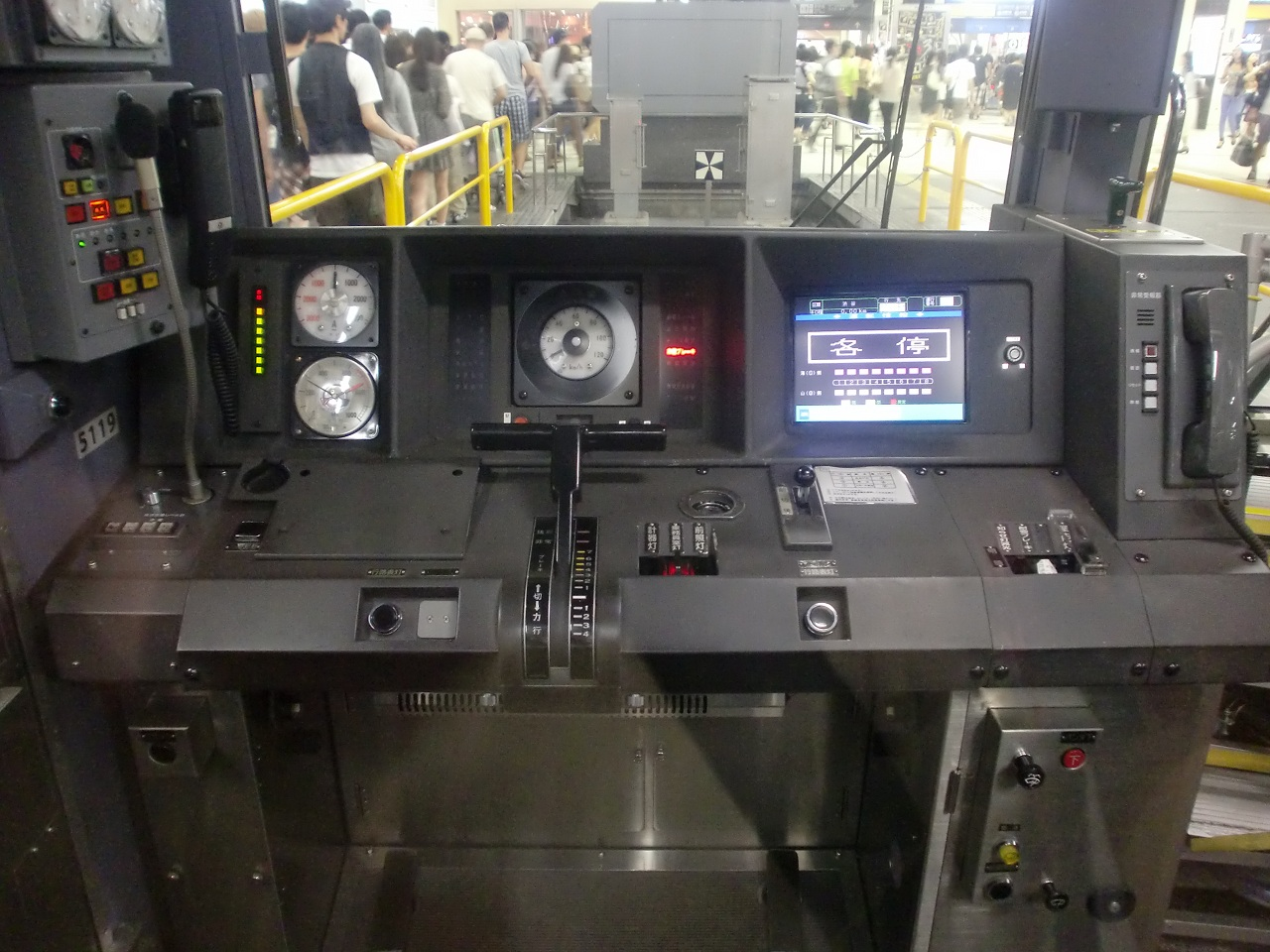
東横線用5000系の運転台 （副都心線対応化改造前）

### 走行機器
主回路はIGBT素子によるVVVFインバータ制御である。二社の装置を採用しており、いずれも全電気ブレーキに類する機構を搭載する。両者とも1C4M2群の装置と1C4M1群の装置があり、それぞれ製造時期により複数の形式が存在する。
5000系・5050系では日立製作所製の装置を採用し、素子の定格は3,300 V - 600 Aである。M1車は1C4M2群制御のVFI-HR2820B/D/Lを、M車は同1群制御のVFI-HR1420H/M/Wを搭載する。このうち2011年度以降採用のVFI-HR2820L・VFI-HR1420Wは外観にも変化がみられる。
5080系では東芝製の装置が採用された。素子はIEGTとも呼ばれ、定格は3,300 V - 1,200 Aである。M1車は1C4M2群制御のSVF065-A0/A1を、M車は同1群制御のSVF065-B0/B1を搭載する。

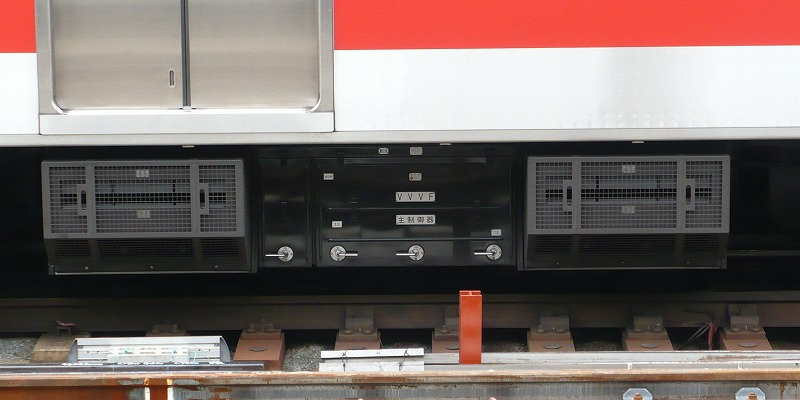
日立製のVVVF主制御器（1C4M2群）
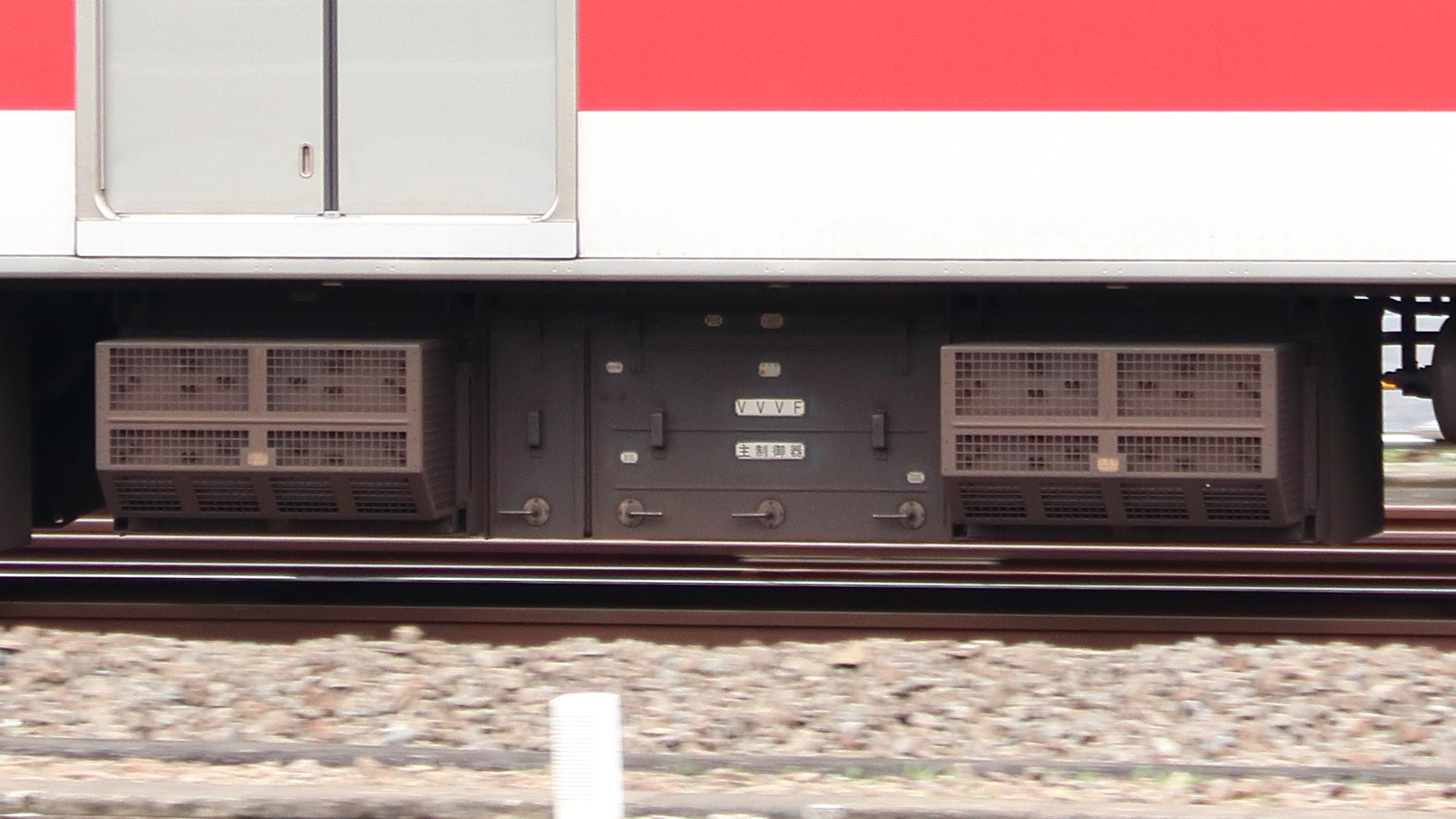
日立製のVVVF主制御器（1C4M2群） 日立製の装置では、2011年度分以降で網目などの形状が変更された
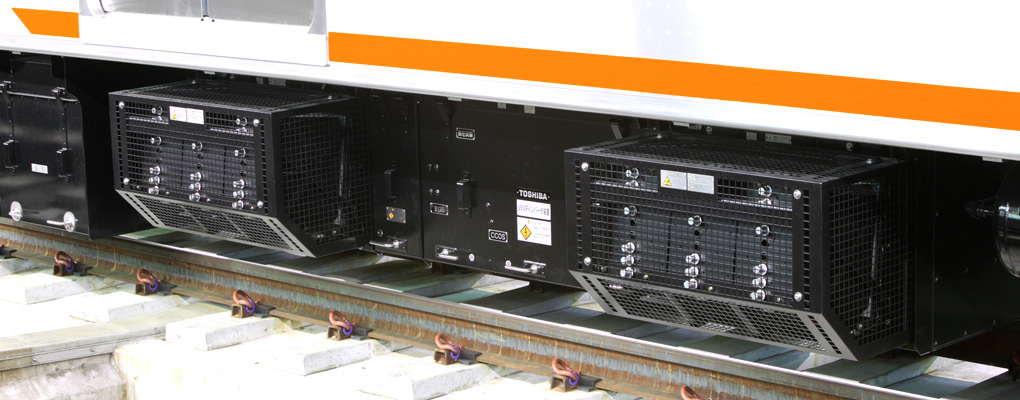
東芝製のVVVFインバータ装置（1C4M2群） ※画像は同一形式を使用する6000系
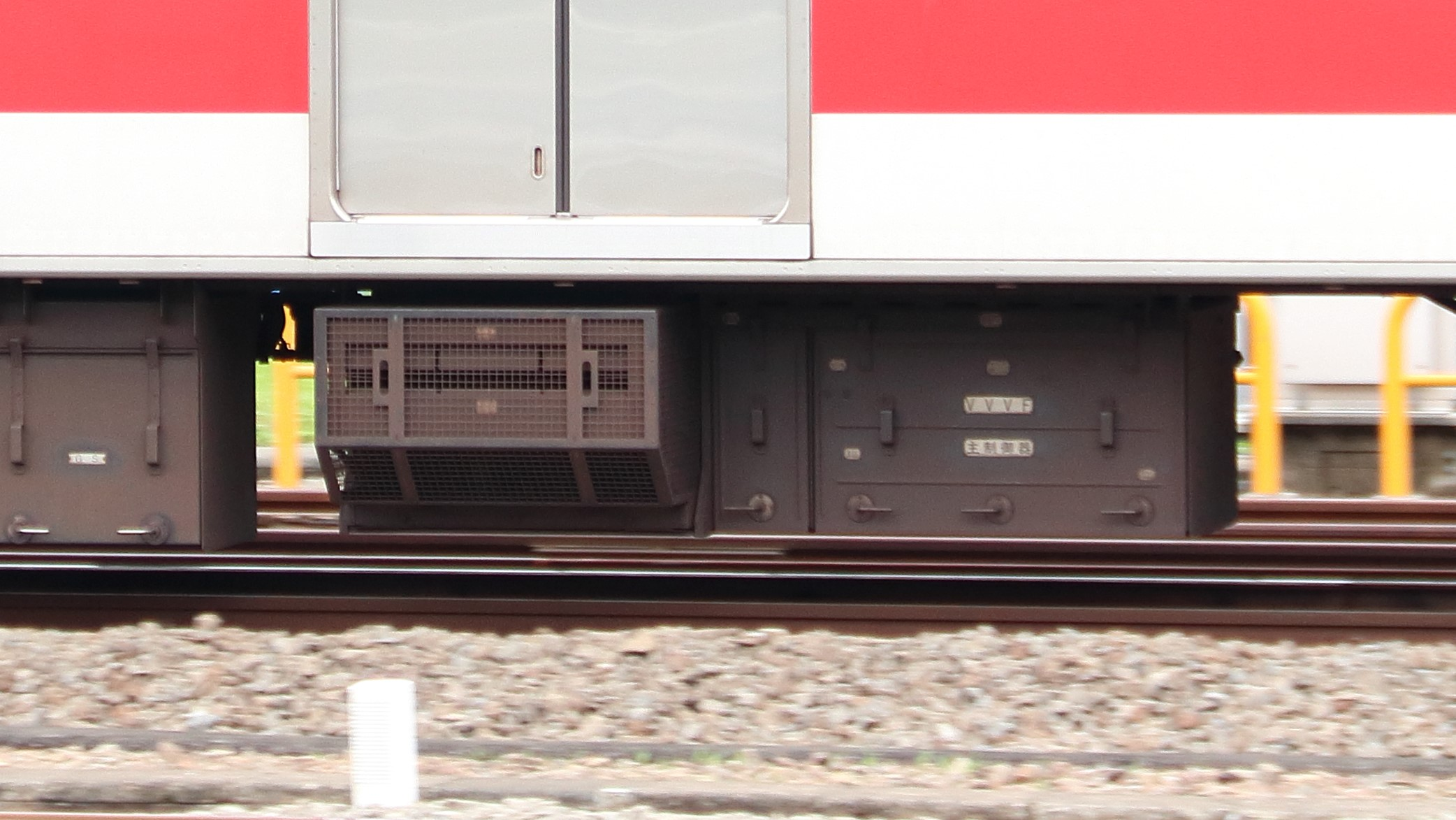
日立製のVVVF主制御器（1C4M1群） 日立製・東芝製ともに1C4M2群の装置から右端をカットしたような外観となる
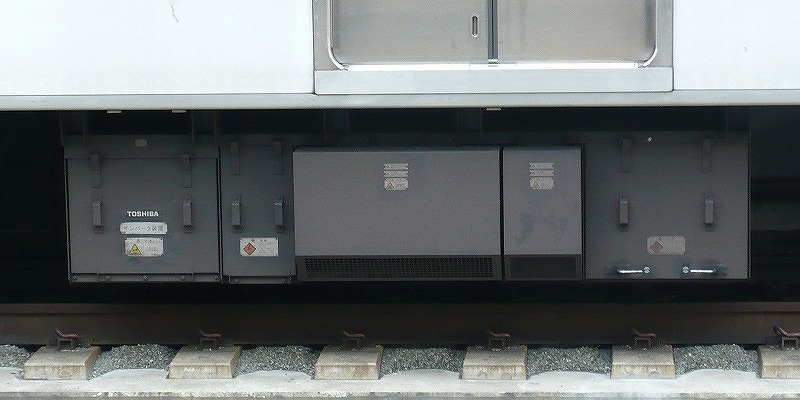
東芝製のインバータ装置（SIV）
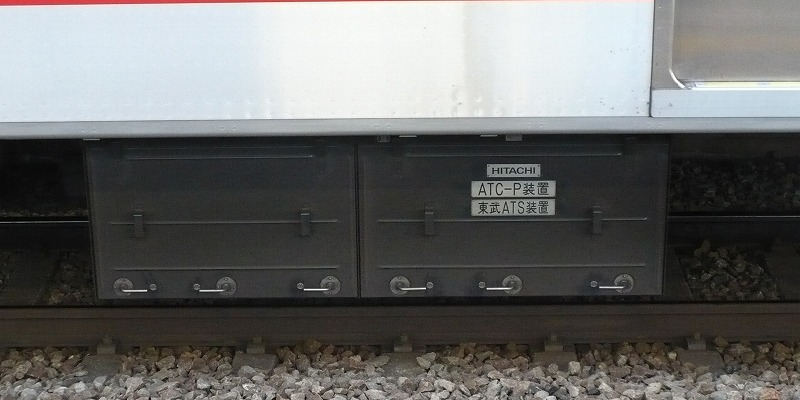
5000系クハ5100形の ATC-P装置/東武ATS装置

起動加速度は3.3 km/h/s（空車時約65 km/hまで一定）、減速度は3.5 km/h/s（常用最大）・4.5 km/h/s（非常制動・初速120 km/h時の最大減速度）。
台車は軸箱支持装置が軸梁式のボルスタレス台車であり、3000系とほぼ同一品である。形式は電動台車がTS-1019A、付随台車がTS-1020Aである。基礎ブレーキはユニットブレーキを使用している。主電動機は3000系と同一の190 kWかご形三相誘導電動機（東洋製TKM-98・日立製TKM-99）を採用、増備途上でTKM-99Aに変更された。5177F・5178Fでは全密閉式のTKM-16・TKM-16Aが採用されている。
補助電源装置はIGBT素子を用いた静止形インバータ (SIV) で、250 kVAと大容量化を図り、10両編成でも台数を2台に抑えた。なお6両編成の5080系では、ソフトウェア制御によって210 kVAに出力を抑制している。形式は製造時期により3種類存在し、INV146-D0/D1/D2となっている。5000系・5050系はM2車、5080系ではM2車とT車に搭載する。
空気圧縮機 (CP) はナブコ→ナブテスコ製で低騒音かつ磨耗部分のないスクリュー式（AR1444-RWS20A、5次車以降はAR1444-RWS20C）とし、箱に収めることで騒音を低減させている。6次車からは三菱電機製のスクロール式（MBU1600YG-1）も採用された。5000系・5050系ではT1・T2・T3車に、5080系ではM2車とT車に搭載し、編成での搭載数は10両編成で3台、8・6両編成では2台となる。
搭載機器は車両情報装置 (TIS) によって集中管理・制御されており、故障時における乗務員への迅速な対応や、検修時における作業性の向上などを図り、メンテナンスフリー化を図れるものとした。また、制御伝送を行うことで車内配線の削減や軽量化などに貢献している。
保安装置として、各系列ともにATC装置を搭載するほか、5000系では東武ATSを、5050系では東急ATSを、5080系ではATO装置と東急ATSをそれぞれ搭載する。3000系に続き片置き化、一体化がされており、本体装置は上り方先頭車のみに設置、下り方先頭車には増幅器（ATC増幅器）を設置して両先頭車間をTISで伝送するシステムとし、機器の集約化・軽量化を図った。
このほか、5000系は列車情報装置（半蔵門線用）を下り方先頭車に搭載、5050系・5080系は情報伝送装置（ATCの付加機能やATO送受信部として使用）を上り方先頭車に、戸閉制御切換装置（ホームドア連動等に使用）を両先頭車にそれぞれ搭載する。

なお、各種保安装置については改造や増備車での変更が生じている。これについては後節を参照のこと。

## 系列別概説

### 5000系
| 運用線区         |  | 田園都市線（長津田検車区）、東横線（元住吉検車区） 以下、※印の箇所は田園都市線運用車のデータ（東横線運用車は5050系に準じる） |
| 営業運転開始     |  | 2002年（平成14年）5月2日（田園都市線）                                                                                       |
| 編成             |  | 田園都市線運用車：10両編成（5M5T） 東横線運用車：8両編成（4M4T）                                                             |
| 製造数           |  | 266両 |
| 在籍数           |  | 212両（10両編成18本・8両編成4本）                                                                                            |
| 転出             |  | 入籍済6両、未入籍3両（5050系へ）                                                                                             |
| 廃車             |  | 45両（6扉車） |
| 制御装置         |  | 日立製作所製 |
| 保安装置※        |  | ATC-P、新CS-ATC、東武形ATS（TSP）                                                                                            |
| 列車無線※        |  | アナログ空間波無線+誘導無線 →アナログ空間波無線+デジタル空間波無線                                                           |
| 営業最高速度     |  | 110 km/h |
| ラインカラー※    |  | ライトグリーン（■） |
| 種別・行先表示器 |  | FC-LED+白色LED - 1・2次車は側面表示器分割型（当初は幕+3色LED） - 4次車以降は側面表示器一体型                                 |
| 運番表示         |  | 5101F - 5105Fのみ、行先と同時に白色化                                                                                        |
| 案内表示         |  | LCD（TIP装置） |
| 車椅子スペース※  |  | 3・9号車の上り方に設置 - 6扉車置換え用中間車は各号車に設置                                                                   |
| フリースペース   |  | 車椅子スペースのない中間車の上り方に設置                                                                                     |
| 直通運転※        |  | 当初より対応：東京地下鉄（東京メトロ）半蔵門線、東武鉄道伊勢崎線・日光線                                                     |

- 本系列は2007年度以降の約3年間で田園都市線に250両を導入する予定であったが[19]、車両計画の変更により2006年度以前に就役した車両を含めても田園都市線向け導入分は180両に留まった。その後、残存する8500系の代替は2020系導入（2018年以降） による置き換えへと計画が変更された[20]。

#### 6扉車について
田園都市線では2005年（平成17年）2月14日より、乗降時間の短縮と混雑緩和を図るため6扉・座席格納車両を導入し、混雑の激しい朝ラッシュ時の急行に投入した。6扉車の連結位置は、渋谷駅の階段やエスカレーター位置の関係で特に混雑が激しい5・8号車の2両である。
6扉車の組み込みは5104Fを皮切りに、2008（平成20）年度までに17本に実施されており、朝ラッシュ時の急行・準急15本に投入された。ダイヤ面でも2007年（平成19年）4月5日からは朝ラッシュ時の急行の一部を準急に変更し、急行への乗客集中を緩和するなどの対策を行なった。
2009年度（平成21年度）になると、6扉車を4号車にも連結し、1編成あたり3両に増やすこととなり、4月以降順次組み込みが行われた。その後6月のダイヤ改正で6扉車連結列車は急行・準急14本となり、同年10月23日時点では、そのうち12本が6扉車3両連結編成で運行されている。
当初の予定では同年12月までに完了する予定であったが、12月25日時点では5105F - 5117F・5120Fの14本が6扉車3両連結、5121Fが6扉車2両連結となっている。また、5102F - 5104Fの3本は他の編成へ6扉車を供出し4扉車に統一された。
その後、2010年6月に5104Fへ再度6扉車が組み込まれた。5121Fから抜かれた2両と新製車1両の3両が用いられ、これにより6扉車組み込み編成は全て3両組込に統一された。なお5121Fは8両編成として東横線に転出している。
しかしながら、東急では2020年までに各駅へ可動式ホーム柵を設置することとなり、扉の位置が合わない田園都市線の6扉車は廃止を余儀なくされた。
2016年1月から6扉車45両の置き換えが順次行われた。6扉車を除籍したうえで、代替となる4扉車を同番号で新造し差し替える形態がとられている。
2017年5月に全編成が4扉編成となり、6扉車は全車廃車が完了した。
また6扉車の組み込みに際しては、組成変更や大規模な組替えが行われている。「編成から外れた4扉車を新製した編成に組み込む」というようなことが多数行われ、3両化の際には1両単位で東横線に転出する車両も発生した。これに伴い、編成内で内装や表示器などの仕様が混在している例が数多く存在する。
6扉車の仕様
6扉車の車内は標準の4扉車両と大きく異なる。客用扉間の側窓は縦長の開閉可能窓であり、荷棚は座席収納時にも立ち客が頭をぶつけないよう約1.9 mと高めの位置にある。また、座席数の減少に伴う座席下ヒーター数減少を補うため床暖房システムを採用している。その他つり革が増設され、座席前の通路中央には緩衝用ゴムパッドの巻かれたスタンションポール（握り棒）が5本設置されている。
JR東日本の6扉車には優先席が設定されていなかったが、本系列では車端部からドアを跨いだ最初の座席までが優先席エリアとなっていた。
座席は折り畳み式で、平日の朝ラッシュ時には中央林間駅から半蔵門駅までは座席を折り畳み状態でロックして運行していた。半蔵門駅を発車するとロックが解除される。
また6扉車組み込みの旨を示すステッカー (6DOORS) が用意されており、組み込み編成の先頭車の前面と当該6扉車の客用扉上部に貼付している。このステッカーは、JR東日本からの使用承諾を得て205系などの6扉車に貼付されているステッカーと同一デザインのものを採用した。

#### 編成表
凡例・備考
- ＜00＞：集電装置（シングルアームパンタグラフ）
- VVVF2：主制御器（VVVFインバータ/1C4M2群）
- VVVF1：同上（1C4M1群）
- SIV：補助電源装置（静止形インバータ）
- CP：空気圧縮機
- BT：蓄電池
- IR：誘導無線装置（デジタル空間波無線への移行により撤去済）
- 号車番号網掛け（■）：Qシート車
- 自重は最初の編成が落成した時点のものである。

落成当初
- 5101F - 5106Fがこの形態で落成し、5101Fのみが現在もこの形態を維持している。

|           | ← 南栗橋・久喜・押上・（田園都市線）渋谷中央林間 → |                   |                  |                  |                      |                  |                  |                  |                       |                  |
| 号車      | 1                                                  | 2                 | 3                | 4                | 5                    | 6                | 7                | 8                | 9                     | 10               |
| 形式      | クハ5100形 (Tc2)                                   | ＜ デハ5200形 (M) | サハ5300形 (T3)  | デハ5400形 (M2)  | ＜＞ デハ5500形 (M1) | サハ5600形 (T2)  | サハ5700形 (T1)  | デハ5800形 (M2)  | ＜＞ デハ5900形 (M1') | クハ5000形 (Tc1) |
| 搭載機器  |                                                    | VVVF1             | IR, CP           | SIV, BT          | VVVF2                | CP               | CP, BT           | SIV, BT          | VVVF2                 |                  |
| 自重（t） | 25.9 t                                             | 30.9 t            | 24.4 t           | 32.0 t           | 32.9 t               | 24.4 t           | 25.0 t           | 32.0 t           | 32.9 t                | 26.0 t           |
| 車両番号  | 5101                                               | 5201              | 5301             | 5401             | 5501                 | 5601             | 5701             | 5801             | 5901                  | 5001             |
| 車両番号  | (5102) ： (5106)                                   | (5202) ： (5206)  | (5302) ： (5306) | (5402) ： (5406) | (5502) ： (5506)     | (5602) ： (5606) | (5702) ： (5706) | (5802) ： (5806) | (5902) ： (5906)      | (5002) ： (5006) |

6扉車組み込み後
- 6扉車の組込みに伴い、対象の号車をサハとするため編成構成が変更されている。5102F - 5106Fは6扉車の組込みと同時に組替えを行い、5107F以降は当初よりこの構成を前提に製造された。なおこれらの編成は、6扉車組込みにより捻出されるサハを取り入れるため、5117F・5120F・5121Fを除いて4号車欠車での製造となっている[注 21]。
- 組替えに際しては、デハは2号車が9号車へ、4・5号車が6・7号車へ、8・9号車が2・3号車へと変更された。サハは編成により異なるが、仕様の上では旧3号車と新4号車がほぼ同一。
- 6扉車について
  - 6扉車は車種記号の末尾にNが付与される（T3N・T2N・T1N）。
  - 当初は5・8号車の2両のみであったが、後に4号車も6扉車とされた。これに際して大幅な編成組替えが行われている（詳細は年表を参照）。
  - 最終的に5102F - 5103Fは組替えにより4扉車で統一され、5104F - 5117F・5120Fは6扉車3両組込みとなり[注 22]、その他の編成や一部車両は東横線へ転用された。
  - 6扉車は後に全て新造の4扉車に置換えられた（以後も編成形態は同一）。

|           | ← 南栗橋・久喜・押上・（田園都市線）渋谷中央林間 → |                   |                       |                   |                   |                   |                      |                   |                   |                   |                                                 |
| 号車      | 1                                                  | 2                 | 3                     | 4                 | 5                 | 6                 | 7                    | 8                 | 9                 | 10                | 備考                                            |
| 形式      | クハ5100形 (Tc2)                                   | デハ5200形 (M2)   | ＜＞ デハ5300形 (M1') | サハ5400形 (T3)   | サハ5500形 (T2)   | デハ5600形 (M2)   | ＜＞ デハ5700形 (M1) | サハ5800形 (T1)   | ＜ デハ5900形 (M) | クハ5000形 (Tc1)  | 備考                                            |
| 搭載機器  |                                                    | SIV, BT           | VVVF2                 | IR, CP            | CP                | SIV, BT           | VVVF2                | CP, BT            | VVVF1             |                   | 備考                                            |
| 自重（t） | 25.9 t                                             | 32.4 t            | 32.9 t                | 24.6 t            | 26.9 t            | 32.0 t            | 32.4 t               | 27.4 t            | 30.5 t            | 26.0 t            | 5・8号車が6扉車の数値                           |
| 自重（t） |                                                    |                   |                       | 25.2 t            | 24.7 t            |                   |                      | 25.0 t            |                   |                   | 新造4扉車の数値                                 |
| 車両番号  | 5102 5103                                          | 5202 5203         | 5302 5303             | 5402 5403         | 5502 5503         | 5602 5603         | 5702 5703            | 5802 5803         | 5902 5903         | 5002 5003         | 6扉車3両化未実施 （組替えにより4扉化）          |
| 車両番号  | 5104 ： 5117 5120                                  | 5204 ： 5217 5220 | 5304 ： 5317 5320     | 5404 ： 5417 5420 | 5504 ： 5517 5520 | 5604 ： 5617 5620 | 5704 ： 5717 5720    | 5804 ： 5817 5820 | 5904 ： 5917 5920 | 5004 ： 5017 5020 | 6扉車3両化実施 後に4扉車を新造し、6扉車を置換え |
| 車両番号  | (5121)                                             | (5221)            | (5321)                | (5421)            | (5521)            | (5621)            | (5721)               | (5821)            | (5921)            | (5021)            | 6扉車3両化未実施（東横線に転用）                |

東横線用
- 5118F・5119F・5121F・5122Fの4編成は、他の5000系と概ね同様に製造されたが、編成組替えを経て東横線で運用されている[注 23]。このうち田園都市線での運用実績を持つのは5121Fのみ（2010年6月20日に東横線へ転配[23]）。
- 5118F・5119Fの4・5号車は2次車。
- 誘導無線は転用時に撤去、副都心線対応時に同路線用を設置。

|          | ← 志木・和光市・飯能・（東横線）渋谷武蔵丘（信）・（副都心線）渋谷・（東急）横浜・元町・中華街 → |                     |                       |                     |                     |                     |                       |                     |
| 号車     | 1                                                                                                | 2                   | 3                     | 4                   | 5                   | 6                   | 7                     | 8                   |
| 形式     | クハ5100形 (Tc2)                                                                                 | デハ5200形 (M2)     | ＜＞ デハ5300形 (M1') | サハ5400形 (T2)     | サハ5500形 (T1)     | デハ5600形 (M2)     | ＜＞ デハ5700形 (M1') | クハ5800形 (Tc1)    |
| 搭載機器 |                                                                                                  | SIV, BT             | VVVF2                 | IR※, CP             | CP                  | SIV, BT             | VVVF2                 |                     |
| 車両番号 | 5118 5119 5121 5122                                                                              | 5218 5219 5221 5222 | 5318 5319 5321 5322   | 5418 5419 5421 5422 | 5518 5519 5521 5522 | 5618 5619 5621 5622 | 5718 5719 5721 5722   | 5818 5819 5821 5822 |

### 5050系
| 運用線区         |  | 東横線・東急新横浜線（元住吉検車区） |
| 営業運転開始     |  | 2004年（平成16年）4月1日 |
| 編成             |  | 8両編成（4M4T）・10両編成（5M5T） |
| 製造数           |  | 325両 |
| 在籍数           |  | 318両（8両編成21本・10両編成15本） - 5000系からの転用車9両を含む。                                                                                            |
| 廃車             |  | 16両（8両編成2本） |
| 制御装置         |  | 日立製作所製 |
| 保安装置         |  | ATC-P、新CS-ATC、T-DATC、ATO、西武形ATS、東武形ATS（TSP） |
| 列車無線         |  | アナログ空間波無線+誘導無線（副都心線対応時に追加） →アナログ空間波無線+デジタル空間波無線（一部編成は兼用型）                                                |
| 営業最高速度     |  | 110 km/h |
| ラインカラー     |  | 桜色（■） |
| 種別・行先表示器 |  | 3次車以降：FC-LED+白色LED（側面一体型） 2次車：FC-LED+3色LED（側面分割型） - 2次車は全て5000系からの転用車で、当初は幕+3色LED                                 |
| 案内表示         |  | LCD（TIP装置） |
| 車椅子スペース   |  | 2・7号車（10両編成は2・9号車）の編成中央寄りに設置 - 2016年度製造分からは各号車に設置                                                                         |
| フリースペース   |  | 5000系からの転用車のみ、各号車の上り方に設置 |
| 直通運転         |  | 当初より対応：横浜高速鉄道みなとみらい線 増備車および改造対応：東京メトロ副都心線・有楽町線・東武東上本線・西武池袋線・相鉄新横浜線・相鉄本線・相鉄いずみ野線 |

- 「クハ5150形」は2代目5000系と初代5000系の両方に存在する唯一の形式である。
- 元住吉駅での追突事故により5155Fが事故廃車、また廃車となった横浜高速鉄道Y516Fへの補填として5156Fが譲渡されている。
- 5177F・5178Fのみ列車無線にNEC製のアナログ・デジタル兼用タイプを使用しており[注 27]、他の編成（特にデジタル対応車）とはアンテナの配置や送受話器の形状が異なる。

#### 5050系4000番台
東横線用5050系の10両編成のグループで、8両編成と区別をするために新たに4000番台に区分された。落成当初より東京メトロ副都心線・有楽町線・東武東上本線・西武池袋線への直通運転に対応しており、2023年からは相模鉄道への直通運転にも対応する。東急電鉄では本グループを「5050系（4000番台）車両」と称しているが、本番台区分公表前には本グループを「4000系」と称した事例も見られた（『鉄道ダイヤ情報』（交通新聞社）2011年4月号の「甲種鉄道車両輸送計画表」など）。
2013年3月16日の副都心線直通運転開始以前は東横線に10両編成の運用がなく、他社への貸出を除いては8両編成に短縮して営業運転を行っていた。なお、予備車の関係でそれ以降も8両編成で運転した事例が複数存在する。
- 2011年4月に4101Fが落成し、田園都市線で試運転を実施した[29]。同年8月には4102Fが東武東上線で試運転を実施[30]、続けて9月にも同編成が西武池袋線で試運転を実施した[31]。また、2012年5月には4103F・4104Fが東京メトロ有楽町線で試運転を実施している[32][33]。
  - この時点では東横線と副都心線の線路は接続されていないため、車両の回送は東横線 - 目黒線 - 南北線 - 市ケ谷駅 - 有楽町線 - 副都心線・西武線・東上線のルートで行われた[34]。
- 営業運転は2011年9月、8両編成化された4101Fにより開始された[35][36]。同年11月には4102F[35][37]、翌2012年6月には4103Fが8両化とともに営業運転を開始した[38][37]。なおいずれも2013年3月の直通運転開始までに10両編成に戻されている[38]。
- その後、2012年9月10日より副都心線・西武線で4104Fが、有楽町線・東武東上線で4105Fがそれぞれ先行営業運転を開始した[39][40][41]。
- また2013年5月には、4102Fが通常は入線しない西武秩父線の西武秩父駅まで試運転を行った[42]。
- 2023年3月18日ダイヤ改正からは同時に開業した東急新横浜線及び相模鉄道との直通運転にも使用されている。

#### Shibuya Hikarie号
4000番台の10編成目にあたる4110Fは、渋谷ヒカリエ開業1周年記念特別列車「Shibuya Hikarie号」とし、1周年にあたる2013年4月26日から営業運転を開始した。
通常車両とは大きく異なり異彩を放っている。なお車体の基本構造は他の編成と同じだが、車体幅のみ5000系・5080系と同一としており、田園都市線をはじめとした東急各路線への乗り入れを可能とした。
外装は「渋谷ヒカリエ」をイメージしたゴールドをメインカラーとし「渋谷ヒカリエ」などの渋谷を代表するビルの外観をデザインしたラッピングを施した。
内装は「クリア」「シック」「アクティブ」というキーワードを用いて3種類のデザインを採用して渋谷らしさを表現している。
- 1・3・8・10号車の「クリア」は「渋谷ヒカリエ」をはじめとするオフィス街の持つ透明感をイメージしており、背ずりは灰色、吊手は紺と白を交互に配置している。
- 2・4・6・9号車の「アクティブ」は色とりどりでにぎやかな空間を表現しており、萌黄色・茶・黒・グレー・緑・紺・白・赤と8色の吊手を配置し、また側天上部に色とりどりの板を取り付けている。背ずりは茶色系。
- 5・7号車の「シック」は宇宙や未来を連想させるデザインとし、壁面や天井は黒色系となっている。背ずりは青色、吊手は紺一色とした。
- 共通のデザインとして、床面はキラキラと光る粒子を練りこんだ白黒の切り替えパターンとし、座席のモケットはランダムストライプと矩形模様が散りばめられており、いずれも多様性を表現している。座面は青色。
- また、乗客を楽しませる要素として、編成に1箇所の手すりだけにキラリと光るハートマークを刻印し「見付けると幸せになれるかもしれない」というメッセージをこめて乗客に対するエンタテインメント性を持たせている。

形状上の特徴としては吊手・座席・袖仕切りの変更があげられる。座席にはハイバックシートを採用し、座面も10 mm厚く変更。袖仕切りは透明感のある大型のものとし、広告を挿し込める構造としている。吊手は丸形とした。
窓キセと背ずりの段差を小さくするため、当該部分には塞ぎ板が設けられている。同部分の車外側はブラックアウトとし「TOKYU LINE」の文字を掲出した。ハイバックシートにおけるこの形態は後の増備車でも採用されたが「TOKYU LINE」の表記と車端部にも文字が入っているのは本編成のみ。
4110F 編成図
| 号車          | 1号車  | 2号車      | 3号車  | 4号車      | 5号車  | 6号車      | 7号車  | 8号車  | 9号車      | 10号車 |
| ------------- | ------ | ---------- | ------ | ---------- | ------ | ---------- | ------ | ------ | ---------- | ------ |
| 内装 デザイン | クリア | アクティブ | クリア | アクティブ | シック | アクティブ | シック | クリア | アクティブ | クリア |

#### Qシート車両
大井町線にて実施中の「Q SEAT」サービスを東横線にも拡大する形で、本系列に「Q SEAT」サービス車両が設けられることとなった。東横線では10両編成の4・5号車が対象とされ、既存の5050系8両編成に新造のQシート車両を組込む方式が採られた。10両編成の4000番台として運用するが、既存の4000番台とは編成構成が異なっている。
Qシート車両のカラーリングには濃い赤を採用した。概ね6000系の車両に準じた仕様であるが、本系列では側扉周りや窓枠、雨樋がステンレス地色のままとされ、腰部の横長ロゴも省略された。車内では貫通路のスモークも省略されている。車椅子スペース床面の車椅子・ベビーカーマークは当初より備えている。
2022年10月24日より1編成目である4112F（元5166F）が一般車両としての営業運転を開始しており、2編成目以降は2023年2月以降に運転を開始。2023年8月10日より「Q SEAT」サービスが開始され、4112F - 4115Fの4編成で運用されている。
2024年5月7日以降は運用形態が変更され、車両の編成はそのままに「Q SEAT」サービス車両を5号車のみに限定した。4号車は「Q SEAT」仕様のまま、ロングシートの一般車両として運用される。なおこれに伴い優先席部と貫通路の注意表記が変更（移設）されたほか、4号車はコンセントが使用不可となり、広告も一般車と同じ内容に変更されている。

#### 編成表
凡例などについては5000系の節を参照。
8両編成
- 以下の編成は欠番。
  - 5155F：元住吉駅での追突事故により廃車
  - 5156F：元住吉駅での追突事故により横浜高速鉄道へ譲渡（Y500系Y517Fへ）
  - 5166F - 5169F・5173F：10両化のため4000番台へ改番
- 5170F・5171Fの4・5号車、5172Fの現4号車（旧5号車）（計5両）は5000系からの転用車で、またこれらは2次車にあたる。
- 5176Fの5号車（サハ5576）は東急電鉄と総合車両製作所が共同で開発した次世代ステンレス車両「sustina」（サスティナ）の日本国内向け第1号車として製造された[51]。
- 誘導無線は副都心線対応時に設置された。
- 5169F・5172F・5173F・5174Fは導入当初、4号車（サハ5450形、計4両）に5000系のデハ5900形として製造された車両を使用していた[注 29]。
  - このときCPを4号車には搭載せず、5号車に2台搭載していた。
  - これらの編成は後に組替えが行われ[注 30]、4号車は4000番台に転用された。

|            | ← 志木・和光市・飯能・（東横線）渋谷武蔵丘（信）・（副都心線）渋谷・（東急）横浜・元町・中華街 → |                  |                      |                 |                 |                 |                       |                  |
| 号車       | 1                                                                                                | 2                | 3                    | 4               | 5               | 6               | 7                     | 8                |
| 形式       | クハ5150形 (Tc2)                                                                                 | デハ5250形 (M2') | ＜＞ デハ5350形 (M1) | サハ5450形 (T2) | サハ5550形 (T1) | デハ5650形 (M2) | ＜＞ デハ5750形 (M1') | クハ5850形 (Tc1) |
| 搭載機器   |                                                                                                  | SIV, BT          | VVVF2                | IR※, CP※        | CP※             | SIV, BT         | VVVF2                 |                  |
| 自重（t）  | 26.3 t                                                                                           | 32.1 t           | 32.8 t               | 24.7 t          | 24.7 t          | 32.1 t          | 32.8 t                | 26.4 t           |
| 車両番号 ※ | 5151 ： 5178                                                                                     | 5251 ： 5278     | 5351 ： 5378         | 5451 ： 5478    | 5551 ： 5578    | 5651 ： 5678    | 5751 ： 5778          | 5851 ： 5878     |

10両編成（4000番台）
- 8両化時には6・7号車が抜き取られる。
- 4101F - 4104Fの6号車（デハ5350形、計4両）は5000系のデハ5900形として製造された車両を使用している[注 31]。
- 4111Fのみ元8両編成（5173F）。6・7号車を新造し、旧6 - 8号車が8 - 10号車となった。

|           | ← 小川町・和光市・飯能・（東横線）渋谷・（相鉄）横浜武蔵丘（信）・新木場・（副都心線）渋谷・（東急）横浜・元町・中華街・新横浜・西谷・海老名・湘南台 → |                  |                      |                 |                 |                   |                 |                 |                       |                  |
| 号車      | 1 | 2                | 3                    | 4               | 5               | 6                 | 7               | 8               | 9                     | 10               |
| 形式      | クハ5150形 (Tc2) | デハ5250形 (M2') | ＜＞ デハ5350形 (M1) | サハ5450形 (T3) | サハ5550形 (T2) | ＜ デハ5350形 (M) | サハ5550形 (T1) | デハ5650形 (M2) | ＜＞ デハ5750形 (M1') | クハ5850形 (Tc1) |
| 搭載機器  | | SIV, BT          | VVVF2                | IR, CP          | CP              | VVVF1             | CP, BT          | SIV, BT         | VVVF2                 |                  |
| 自重（t） | 27.8 t | 32.7 t           | 33.6 t               | 26.3 t          | 26.1 t          | 33.5 t            | 26.5 t          | 32.7 t          | 33.5 t                | 27.6 t           |
| 車両番号  | 4101 ： 4111 | 4201 ： 4211     | 4301 ： 4311         | 4401 ： 4411    | 4501 ： 4511    | 4601 ： 4611      | 4701 ： 4711    | 4801 ： 4811    | 4901 ： 4911          | 4001 ： 4011     |

10両編成・Qシート組み込み車（4000番台）
- いずれの編成も元8両編成（5166F - 5169F）[注 32]。新造したQシート車2両を4・5号車とし、旧4 - 8号車を6 - 10号車とした。
- 6号車はサハ5450形であるが、サハ4615のみサハ5550形となる[18]。

|          | ← 小川町・和光市・飯能・（東横線）渋谷・（相鉄）横浜武蔵丘（信）・新木場・（副都心線）渋谷・（東急）横浜・元町・中華街・新横浜・西谷・海老名・湘南台 → |                  |                      |                 |                   |                  |                 |                 |                       |                  |
| 号車     | 1 | 2                | 3                    | 4               | 5                 | 6                | 7               | 8               | 9                     | 10               |
| 形式     | クハ5150形 (Tc2) | デハ5250形 (M2') | ＜＞ デハ5350形 (M1) | サハ5450形 (T1) | ＜ デハ5550形 (M) | サハ5450形※ (T2) | サハ5550形 (T3) | デハ5650形 (M2) | ＜＞ デハ5750形 (M1') | クハ5850形 (Tc1) |
| 搭載機器 | | SIV, BT          | VVVF2                | CP, BT          | VVVF1             | CP               | CP              | SIV, BT         | VVVF2                 |                  |
| 車両番号 | 4112 ： 4115 | 4212 ： 4215     | 4312 ： 4315         | 4412 ： 4415    | 4512 ： 4515      | 4612 ： 4615     | 4712 ： 4715    | 4812 ： 4815    | 4912 ： 4915          | 4012 ： 4015     |

### 5080系
| 運用線区         |  | 目黒線・東急新横浜線（元住吉検車区）                                                                                                |
| 営業運転開始     |  | 2003年（平成15年）3月13日 |
| 編成             |  | 6両編成（3M3T） →8両編成（4M4T） |
| 製造数           |  | 78両 |
| 在籍数           |  | 80両（8両編成10本） - 6000系からの転用車2両を含む。                                                                                 |
| 制御装置         |  | 東芝製 |
| 保安装置         |  | ATS-P・ATC-P・新CS-ATC・ATO |
| 列車無線         |  | アナログ空間波無線（集約式） →アナログ空間波無線（集約式）+デジタル空間波無線                                                       |
| 営業最高速度     |  | 110 km/h |
| ラインカラー     |  | 紺（■） |
| 種別・行先表示器 |  | FC-LED+白色LED（側面一体型） - 1・2次車は当初、幕+3色LED（側面一体型）                                                              |
| 運番表示         |  | 1・2次車のみ、行先と同時に白色化 |
| 案内表示         |  | LCD（TIP装置） - 1・2次車は当初LED式、ドアチャイムは3000系仕様であった                                                              |
| 車椅子スペース   |  | 6両編成：2・5号車の編成中央寄りに設置 8両化後：2・7号車の編成中央寄りと、4・5号車の上り方に設置                                     |
| フリースペース   |  | なし |
| 直通運転         |  | 当初より対応：東京メトロ南北線・埼玉高速鉄道線・都営三田線 改造対応：相鉄新横浜線・相鉄本線・相鉄いずみ野線・相鉄厚木線（回送のみ） |

- 6両編成で運用されていたが、2022年に全10編成の8両編成化が行われた。
- 当初、目黒線では各駅停車のみ運転されていたため、種別を表示する部分には乗り入れ先の路線名を表示していた[注 35][53][54]。なお2006年9月25日のダイヤ改正より急行運転が開始され、以降は列車種別を表示している。
- 「各停」表示は当初、緑色の背景が用いられており、5183Fと5184F以降で色合いが異なっていた。なお2018年より青色へ変更されている。なお、白金高輪始発の三田線内発着・南北線埼玉線内発着の場合は種別表示を行わない。
- 室内側面側の化粧板（柄）や座席（濃いピンク系統）や座席袖仕切り（薄いピンク色）は暖色系であるのに対し、妻面化粧板（柄）や案内表示器などは薄い青系統の色である。床は青色である。
- 本系列では3000系に引き続き、列車無線装置が下り方先頭車に集約されている。本体装置と2本の逆L型アンテナが下り方先頭車に設置されており、上り方先頭車には操作部のみが設置される。
- 2023年3月18日ダイヤ改正からは同時に開業した東急新横浜線及び相模鉄道との直通運転にも使用されている。

#### 編成表
凡例等については5000系の節を参照のこと
6両編成
- 全編成の8両化に伴いこの形態は消滅した。

|           | ← 浦和美園・赤羽岩淵・西高島平・目黒日吉 → |                   |                  |                  |                      |                  |
| 号車      | 1                                          | 2                 | 3                | 4                | 5                    | 6                |
| 形式      | クハ5180形 (Tc2)                           | ＜ デハ5280形 (M) | サハ5380形 (T)   | デハ5480形 (M2)  | ＜＞ デハ5580形 (M1) | クハ5680形 (Tc1) |
| 搭載機器  |                                            | VVVF1             | SIV, CP, BT      | SIV, CP, BT      | VVVF2                |                  |
| 自重（t） | 26.3 t                                     | 30.9 t            | 28.2 t           | 33.3 t           | 32.9 t               | 26.4 t           |
| 車両番号  | (5181) ： (5190)                           | (5281) ： (5290)  | (5381) ： (5390) | (5481) ： (5490) | (5581) ： (5590)     | (5681) ： (5690) |

8両編成
- 2022年に全編成の8両化が行われた。4・5号車を新造（一部は転用）し、旧4 - 6号車は6 - 8号車として形式・車両番号が変更（ともに+200）されている。
- 5189F・5190Fの4号車は、6000系からの転用車である。

|          | ← 浦和美園・赤羽岩淵・西高島平・目黒・（相鉄）横浜日吉・新横浜・西谷・海老名・湘南台・厚木（操） → |                   |                |                   |                |                 |                      |                  |
| 号車     | 1                                                                                                  | 2                 | 3              | 4                 | 5              | 6               | 7                    | 8                |
| 形式     | クハ5180形 (Tc2)                                                                                   | ＜ デハ5280形 (M) | サハ5380形 (T) | ＜ デハ5480形 (M) | サハ5580形 (T) | デハ5680形 (M2) | ＜＞ デハ5780形 (M1) | クハ5880形 (Tc1) |
| 搭載機器 | | VVVF1             | SIV, CP, BT    | VVVF1             |                | SIV, CP, BT     | VVVF2                |                  |
| 車両番号 | 5181 ： 5190                                                                                       | 5281 ： 5290      | 5381 ： 5390   | 5481 ： 5490      | 5581 ： 5590   | 5681 ： 5690    | 5781 ： 5790         | 5881 ： 5890     |

## 年表
仕様変更については#設計変更一覧も参照。

### 2002年度
田園都市線入籍車：5101F - 5106F
目黒線入籍車：5181F
- 田園都市線において、5000系10両編成1本が量産先行車的な意味合いで導入された。

- 田園都市線ではその後、2003年3月19日の東武線直通運転開始までに5000系5本が導入された。
  - なお5000系は全車4扉（旧組成）での製造はこれが最後となる。またこれにより、8500系初期車2本が初の廃車となったほか、後期車4本が大井町線へ、8590系2本が東横線へ転属し、大井町線・東横線の8000系を置き換えた。
- 目黒線においては、2003年3月19日ダイヤ改正による朝ラッシュ時の増発に合わせて、5080系1本が導入された。東急他3者が制定した「相互直通運転における目黒線・南北線・三田線・埼玉高速鉄道線との直通車両申し合わせ事項」を満たした車両となっている。

### 2004年度
東横線入籍車：5151F - 5156F
田園都市線入籍車：サハ5504・5804号車（6扉車）
目黒線入籍車：5182F
- 田園都市線5000系に6扉車が導入、1編成において既存車への組み込み（改番・編成替えを伴う）が行われる。5104Fに新造した6扉車2両が組み込まれ、サハ5304・サハ5604が余剰となった[58][59][注 36]。
- 東横線には5050系6本が導入された。導入の目的には東横線の競争力アップという目的も含まれている。これにより、8000系7本が廃車になったほか、8590系1本が大井町線に転属し同線の8000系1本が廃車になった。
  - なお、5050系登場の2か月前から、5000系をベースに設計されたみなとみらい線Y500系電車が東横線へ乗り入れている。
- 目黒線には、3000系の検査入場に伴う予備車確保を目的として、5080系6両編成1本が導入された。

- 2005年3月より、優先席付近の吊手をオレンジ色のものへ交換し、周辺の壁面にオレンジ色のシートを貼り付けた（携帯電話マナー周知のため）[41]。以後の新造車にも適用される。

### 2005年度
東横線入籍車：5157F - 5158F
田園都市線入籍車：5107F（6扉車組込,4号車欠車の9両編成）
- 田園都市線に6扉車を当初より組み込んだ5000系1本（5107F）が登場する。4号車欠車で製造されており、そこには前の組替えで余剰となったサハ5604が改番の上で組み込まれた[59]。この形態は5116Fまで続くこととなる[59]。
- 東横線には5050系2本が導入されている。

### 2006年度
東横線入籍車：5159F - 5165F
田園都市線入籍車：5108F - 5110F（9両編成）、サハ5506・5806号車（6扉車）
目黒線入籍車：5183F - 5184F
- 田園都市線において5106Fへの6扉車組み込みが行われ、また5000系3本（5108F - 5110F）が導入された。それぞれ4号車にサハ5304・サハ5706・サハ5606が改番の上で組み込まれている[59][注 37]。
- 東横線には5050系7本が導入された。これにより5050系は15本となり、東横線用車両（日比谷線直通用を除く）としては9000系を超え最大勢力になった。また、8000系2本が廃車、8590系が東横線から撤退し大井町線・田園都市線に転属した。8590系が撤退、8000系が3本までに淘汰されたため、2006年9月25日のダイヤ改正で日中のスピードアップが実現した。
- 目黒線には、2006年9月25日のダイヤ改正（急行運転開始）に伴う増発用として5080系2本が導入された。

### 2007年度
田園都市線入籍車：5111F - 5114F（9両編成）、サハ5505・5805・5503・5803号車（6扉車）
東横線入籍車：5166F - 5168F
- 田園都市線において5105F・5103Fへ6扉車の組み込みが行われ、また5000系4本（5111F - 5114F）が導入された。それぞれ4号車にサハ5705・サハ5605・サハ5703・サハ5603が改番の上で組み込まれている[59]。これにより一部の8500系が廃車となった。
- 東横線に5050系8両編成3本が導入された。これにより、8000系のラスト3本が廃車となった。

また、本年度はこのほかに5000系をベースにした6000系が大井町線に、7000系が東急多摩川線・池上線に導入された。詳細は東急6000系電車 (2代)・東急7000系電車 (2代)を参照。

### 2008年度
田園都市線入籍車：5115F - 5116F（9両編成）・5117F・5120F（10両編成）、サハ5502・5802号車（6扉車）
目黒線入籍車：5185F - 5190F
- 田園都市線において5102Fへ6扉車の組み込みが行われ、また5000系4本（5115F - 5117F・5120F）が導入された。このうち5115F・5116Fはそれぞれ4号車にサハ5302・5602が改番の上で組み込まれている[59][注 38]。
  - これにより5000系は5101Fを除く全17編成が6扉車2両組込となった。置き換えにより8500系の廃車が発生している。
  - 新造編成は仕様変更の都合で2008年6月20日までは東武線非乗入指定となり、5月から運用入りした5115Fは前面にⓀ（サークルK）の表示を掲出していた[41]。
- 目黒線には、2008年6月22日の武蔵小杉駅 - 日吉駅間延伸開業に伴う増発用として5080系6両編成6本が導入、編成単位の増備は終了した。
- また、5121F・5122F・5118Fと6扉車2両（車体表記は5501・5801）が製造・搬入され、一部は試運転まで実施したものの入籍はしていない[41]。

### 2009年度
東横線入籍車：5122F（5号車欠車の7両編成）、5118F・5119F（4・5号車欠車の6両編成）
田園都市線入籍車：5121F（6扉車2両組込の10両編成）、サハ5417・5407 - 5410・5405・5406・5420号車（6扉車8両）
東横線転入車：サハ5522・5418・5518・5419・5519
この年度から、6扉車を1編成中2両から3両へ増やす計画へ変更された。編成構成は変えず、サハである4号車に組み込むものとされている。なお、これにより必要となる6扉車は新造ではなく既存車（未入籍車を含む）の組替えにより捻出する形が採られた。
また新造車については、5121Fを除いては全てが本来と別の用途で入籍する形となっている。実際に車両に表記されていた番号は5122F（6扉車2両組込の10両編成）、5118F・5119F（6扉車2両組込,4号車欠車の9両編成）、5101F向けの6扉車2両であった。なお、このうち単独デハ（9号車）の3両は編成から外されたままとなり、翌年度まで入籍していない。
- 田園都市線に5000系1本（5121F）が導入された。6扉車は2両のままである。
- 田園都市線5000系において既存14編成に6扉車の3両化と、既存3編成に4扉統一化が行われた。
  - 6編成（5107F - 5110F・5117F・5120F）は、後述する東横線の編成とサハを入れ替えるような形で組替えを行った。それぞれサハ5522・5518・5818・5519・5819・5822として製造された6扉車が4号車に組み込まれている[注 39][59]。これにより6両の4扉車が捻出され、いずれも後に東横線の5000系へ組み込まれている。
  - その他の編成（5102F - 5104F、5105F・5106F・5111F - 5116F）では、玉突き的な組替えが行われた。車両番号の重複を避けるため一時的に仮の車番へ改番した車両も多数存在する。
    - まず5101F向けのサハ5501・5801（6扉車）がそれぞれ5105F・5106Fに組み込まれ、余剰となったサハ5405・5406（4扉車）をそれぞれ5102Fの4・5号車として改番の上で組み込んだ[注 40][59]。これによりサハ5502・5802（6扉車）が捻出される。
    - 続けて元5102Fの6扉車が5111F・5112Fに組み込まれ、余剰となったサハ5411・5412（4扉車）をそれぞれ5103Fの8・5号車として改番の上で組み込み[59]。サハ5803・5503（6扉車）が捻出される。
    - 5103F→5113F・5114F→5104F→5115F・5116Fといった形で同様の改番・組替えを行い、最終的にサハ5415・5416（4扉車）が捻出される[59]。

  - 12月までに6扉車なしが4本（5101F - 5104F）、6扉車3両組込が14本（5105F - 5117F・5120F）、6扉車2両組込が1本（5121F）の体制となり、また合計で8両の4扉車が捻出された。
- 東横線には田園都市線向けに製造されていた5000系（8両編成3本）を改造の上、初めて導入した。いずれも新造車の編成中に既存車を改番の上で組み込んでおり、5122Fの5号車、5118Fの4・5号車、5119Fの4・5号車にそれぞれ元サハ5417、サハ5408・5407、サハ5409・5410が用いられている。
  - 転属にあたり優先席配置が変更されているが、手すりの配置[注 41]は変更されなかった。
- 余剰車は一部改番を受けており、年度末時点では緊急予備車両扱いが3両（サハ5415→5470・5416→5570・5420→5541）[64]、未入籍が3両（デハ5918・5919・5922）となった。

5000系 2009年度以降の動き
| 路線・両数・扉数             | 路線・両数・扉数             | 2008年度末                  | 2009年12月                  | 2010年7月                   |
| ---------------------------- | ---------------------------- | --------------------------- | --------------------------- | --------------------------- |
| 田園都市線用 10両編成        | 全車4扉車                    | 1本 (5101F)                 | 4本 (5101F - 5104F)         | 3本 (5101F・5102F・5103F)   |
| 田園都市線用 10両編成        | 6扉車 2両組込                | 17本 (5102F - 5117F・5120F) | 1本 (5121F)                 |                             |
| 田園都市線用 10両編成        | 6扉車 3両組込                |                             | 14本 (5105F - 5117F・5120F) | 15本 (5104F - 5117F・5120F) |
| 東横線用8両編成（全車4扉車） | 東横線用8両編成（全車4扉車） |                             | 3本 (5118F・5119F・5122F)   | 4本（5121Fが追加転入）      |

### 2010年度
東横線入籍車：5169F・5173F・5174F（5000系デハ向けのサハ1両組込の8両編成）、5170F - 5172F（4・5号車欠車の6両編成）
田園都市線入籍車：サハ5404号車
東横線転入車：5121F（8両編成）、サハ5470・5570・5471・5571・5472・5572号車（元5000系6両,5472は元デハ）
- 田園都市線では1編成が東横線へ転出、また6扉車なしの1編成に6扉車組込（3両）を行った。これにより6扉車2両組込の編成は消滅した。
  - 5121Fからサハ5521・5821（6扉車）、デハ5921（単独デハ）を抜取りの上で、余剰となっていたサハ5420を改番の上で組み込んで8両化し、東横線へ転出した[59]。
  - 5104Fに新造のサハ5404と転用のサハ5521・5821（いずれも6扉車）をそれぞれ4・5・8号車として組み込んだ[59]。同編成は2度目の6扉車組み込みであり、3両を同時に組み込んだことと共に唯一の事例となっている。
  - これによりデハ5921、サハ5404・5504・5804（4扉車）の4両が余剰となる。
- 東横線に5000系1本が改造の上で転入、5050系6本（5169F - 5174F）が導入された。これらは全編成において田園都市線における組替えで余剰となった車両を組み込んでいる。
  - 5169F・5173F・5174Fの3本は4号車に、デハ5918・5919・5922として作られた車両をそれぞれサハとして組み込んでいる[59]。組み込まれた3両は未入籍であったために他の7両と同時に入籍しており、書類上の改番は実施していない[65]。またこれらの車両にはCPが搭載できないことから、5号車にCPが2台搭載されていた[65]。
  - 5170F・5171Fの2本は4・5号車にそれぞれサハ5416・5415、サハ5504・5804を改番の上で組み込んでいる[59]。
  - 5172Fは4号車にデハ5921をサハとして、また5号車にサハ5404をそれぞれ改番の上で組み込んでいる。こちらも5号車にCPが2台搭載[65]、既存車への増設であるため1両に2形式のCPが混在していた。
    - また5172Fは10月に組成された後、車上蓄電装置の試験を実施した。営業入りは1月となっている[41]。

- 東横線では東京メトロ副都心線等への直通運転（2013年3月16日 - ）の準備も進められた。本年度から増備車は直通対応仕様で製造され、既存車への改造も開始されている。主な変更内容を以下に示す。
  - 保安装置をATC-P/S装置（ATC-P・西武ATS・東武ATS・情報伝送装置を一体化[66]）とし、同仕様の装置を両先頭車に搭載[66]。また西武用の列車情報装置を搭載[66]。
  - ATO対応として、上り方先頭車にATO装置を搭載[66]、情報伝送装置・戸閉制御切換装置の仕様を変更[66]。
  - 列車無線装置を各社対応仕様に変更[66]（送受話器の形状は同一）。また4号車に誘導無線が取り付けられた。
  - 運転台をワンマン・ATO対応仕様とし、レイアウトを大きく変更。またモニタを二画面化し、各種表示灯類を画面への表示とした[66]。
  - 運転台上部にCCTV（ITV）モニタ装置を設置、これに伴い前面窓上部に遮光フィルムを貼り付け[67]。
  - 乗務員室仕切りの大窓と扉窓を5080系と同じ遮光ガラスに変更。
  - 改造は5154F・5156F・5157F・5155F・5158F・5163Fの順で6本に実施され[65]、5158Fは東急テクノシステム、その他は東急車輛にて施工している[65]。

### 2011年度
東横線入籍車：4101F - 4104F（6号車欠車の9両編成）、4105F・4106F（10両編成）、5175F、サハ5572・5569・5573・5574号車
- 東横線に5050系の10両（4000番台）が登場し6本が導入、また8両1本が導入された。これにあたり組替えが行われている。
  - 5169F・5172F - 5174Fの4本は4号車（単独デハ向け車両）を抜き取り、5号車を改番の上で新4号車とし、新造のサハを5号車として組み込んだ[59]。これによりCPは正規の4・5号車に各1台搭載となっている。
  - 組替えにより単独デハ向けとして製造された4両が余剰となり、これを4000番台の6号車として改番の上で組み込んだ[59]。4101Fから順に、元サハ5469・5473・5474・5472が用いられている[59]。
- 5050系の副都心線直通対応改造を継続。5161F・5160F・5162F・5159F・5164F・5151Fの順で6本に実施されており、5160F・5162F・5164Fは東急テクノシステム、その他は東急車輛で施工[35]。

### 2012年度
東横線入籍車：4107F - 4109F
- 東横線用に5050系10両3本が導入された。これにより、東急の総車両数の約半数が環境配慮型車両となった。
- 東横線車両の副都心線直通対応改造を継続。5165F・5166F・5152F・5121F・5122F・5167F・5118F・5119F・5168F・5153Fの順で5000系を含む10本に実施されており、5165F - 5168Fは東急テクノシステム、その他は総合車両製作所にて施工[38]。本年度で非対応車全22編成への施工が完了した。
- 2013年3月16日より、東横線と副都心線等への直通運転が開始された。これに先立ち以下のことが行われた。
  - 2012年9月7日に5155Fが東京メトロでの先行営業運転を開始[41]。5154F・5156F・5175F・5159Fでも実施されている。
  - 1月より、5000系・5050系の8両編成車両[注 42]には前面に「8CARS」ステッカーを貼付[41]。
  - このほか4000番台にも動きがあった（#5050系4000番台参照）

### 2013年度
東横線入籍車：4110F「Shibuya Hikarie号」・5176F（サハ5576はsustina）
- 東横線用に5050系が10両と8両の各1本導入。どちらも特殊仕様となっている。
- 本年度の増備車より前照灯・室内灯にLEDが採用され、既存車においても年度末より交換が開始された[41]。
- 12月使用開始の中目黒駅を皮切りに、東横線にホームドアを整備。情報伝送装置（トランスポンダ）を使用する都合で停止位置に±450 mmの制度が要求されるため、同線でATO装置によるTASCを導入[66]。
- 2月15日に東急東横線元住吉駅追突事故が発生。被災した5155Fが運用を離脱、そのまま2017年度に廃車となる。以下、改造等において「全編成」と記した場合、本編成は含まない。

### 2014年度
- 車体側面端部への黄色テープ（以下、車端黄色テープ）貼付を実施[41]。5181F・5182F・5190Fを除く全編成に実施された[41]。後の増備車にも適用される。
- 5000系・5080系は全編成において前照灯・室内灯ともLED化が完了した[41]。
- 3月の5101Fより、5000系のTIP装置更新（LCDの17インチ化）が開始された[41]。

### 2015年度
田園都市線入籍車：サハ5400形・5500形・5800形各4両（4扉車）
- 田園都市線において2016年1月から5000系6扉車の4扉車への置き換えが開始。新造車の組込みと同時に既存車はTIP装置更新が実施されている。5117F・5120F・5116F・5115Fの順に実施された。
- 5050系においても既存編成のTIP装置更新を開始。
- 本年度の増備車より車椅子スペースが全車に拡充した。
- 東武東上線にT-DATCが導入、東横線車両には対応改造が施工された。
  - 車上子の取付、情報伝送装置の改修、ATCの照査部・受信部等のソフト・ハード改修を実施[66]。
  - なお一部編成は対応が間に合わず、6月上旬に未対応だった5000系全編成と5151F - 5154Fの8本は前面にⓀ（サークルK）の表示を掲出していた[41]。順次対応が行われ、翌月までに消滅している。
- 3月より車椅子スペース・フリースペースへのベビーカーマーク掲出を開始。

### 2016年度
東横線入籍車：5177F
田園都市線入籍車：サハ5400形・5500形・5800形各9両
- 東横線に5050系8両1本が導入された。
- 田園都市線において5000系6扉車の4扉車への置き換えを継続。5112F・5113F・5104F・5111F・5109F・5107F・5114F・5106F・5110Fの順に実施された。
- 2月より幕式表示器（1 - 2次車の種別部）のフルカラーLED化が開始。3月には5050系への転入車と5080系にも実施され、5050系・5080系から幕式の表示器が消滅した。
- 5次車までのドア窓（室内側からの接着により固定されていた）において、接着部への補強（抑え金具の取付）が開始。5162Fを皮切りに実施された。

### 2017年度
田園都市線入籍車：サハ5400形・5500形・5800形各2両
- 田園都市線において5000系6扉車の4扉車への置き換えを継続。5108F・5105Fの順に実施し、5月に全45両の置き換えが完了[72]、同時に田園都市線5000系のTIP装置更新も完了した。

- 東横線において、5050系8両1編成が他社へ譲渡される[71]。
  - 2014年2月15日に発生した東急東横線元住吉駅追突事故の事後処理として、被災したY516Fと交換する形で5156Fが2017年5月31日付で譲渡された[73]。同編成は同日付でY517Fとして横浜高速鉄道に入籍[74]、2018年3月に外観がY500系と揃えられた[75]（その後や詳細は横浜高速鉄道Y500系電車#Y517Fの誕生を参照）。Y516Fは2017年6月21日付で廃車、また同じく被災した5155Fも同年7月28日付で廃車となっている[73]。
- 4月に5102Fの種別表示器がフルカラーLED化、5000系からも幕式の表示器が消滅。
- 車端黄色テープの裾部がカットされ、短くなった。

### 2018年度
- 5184FにTIP装置更新を実施。
- 10月末、5118Fが西武池袋線保谷駅付近での踏切事故で被災。損傷の激しかったサハ5518は3月に陸送にて総合車両製作所へ入場した[76]。

### 2019年度
東横線入籍車：5178F、デハ4611・サハ4711号車
- 東横線に5050系8両1本が導入、増結用中間車2両も入籍した。またサハ5518の修理も完了し、甲種輸送はこれら11両で行われた[76][78]。なお増結用中間車においては社紋がない状態で製造された。
- 3月より5050系のデジタル無線対応改造を開始。5165Fを皮切りに実施された。既存の装置に加えて独立したデジタル専用品を追設し、誘導無線を撤去した（後の5177Fは既存装置の改修で対応）。これらの内容は5000系・5080系も同一。
- 3月にドア窓の補強が完了。

### 2020年度
- 東横線において8両1編成の10両化が行われた[79]。5173Fを4111Fに改番し、前年度に入籍していた2両を組み込んでおり、7月から営業運転を開始した。既存車の8両は側面の赤帯が太いが、新造中間車は赤帯が細く、編成内で太さが混在する初の事例となった。組み込みに際して、5173Fは5175Fと主制御器のトレードを実施したほか、新造中間車には「TOKYU RAILWAYS」表記の社紋が貼付、既存車の社紋もそれに揃えられた。
- 車内照明一体型の防犯カメラを本格導入[80]。既存の車内照明が寒色系の色味なのに対し、防犯カメラ一体型の物は暖色系の色味になっている。
- 2月より5000系のデジタル無線対応を開始。5102Fを皮切りに実施。
- 2月に5101Fの運行番号・行先表示器が白色LEDに交換された[注 43]。

### 2021年度
目黒線入籍車：デハ5487・サハ5587号車
目黒線転入車：デハ仮5489・仮5490号車（元6000系,2017年度製造）
- 5080系への相鉄直通対応改造を開始。5184Fを除き、同工事と同時にTIP装置更新も実施している。8月の5182Fを皮切りに実施、総合車両製作所での施工を基本に5183F・5184F・5188Fは東急テクノシステムで施工された。
- 5181F・5182Fの運行番号・行先表示器を白色LEDに交換。相鉄直通対応改造（それぞれ9月・8月）とあわせて実施された。
- 5050系への相鉄直通対応改造を開始。4000番台および後に4000番台となる編成が対象となっており、8月の4101Fを皮切りに翌年度にかけて15編成に実施。長津田検車区を基本に4103F・4105F・4108F・4110F・4111Fは元住吉検車区、5166F→4112Fは総合車両製作所で施工された。
- 目黒線において6両編成の8両化が開始された。2月に5187Fへ実施。新造の中間車2両を新4・5号車として組み込んでおり、旧4 - 6号車は改番を受ける形となっている[81]。なお営業運転は翌年度に持ち越された。
  - 新造車は転落防止幌・車端黄色テープが省略されており、既存車においても組込みに際して取り外しが行われている。
  - 新造車の社紋は「TOKYU RAILWAYS」表記であるが、既存車は「TOKYU CORPORATION」のままとされた。
  - 後の営業運転開始時には、これに先立って先頭車前面に青色の「8CARS」ステッカーが貼付された。
  - 増結用の中間車はいずれも「仮5481」のような車号で竣工し、実際に8両化を行うときに既存3両の改番と同日に「仮」を外した番号で入籍するという形がとられた[82]。
- 6000系からの編入車が登場する。Qシート組み込みで余剰となっていたデハ6301→6991・デハ6302→6399がそれぞれデハ仮5489・デハ仮5490として5080系に編入した[81]。
  - 総合車両製作所横浜事業所にて改造を実施しており、2021年10月に出場。当初は社紋の位置と車両番号の表記が未変更であり、転落防止幌も残されていた。これらは後の組込みに際して変更・取外しが行われたが、その後も社紋の社名表記は「TOKYU CORPORATION」のままとなっている。
- 3月に田園都市線5000系のデジタル無線対応が完了。

### 2022年度
東横線入籍車：サハ4412・4415・デハ4512・4515号
目黒線入籍車：デハ5480形7両・サハ5580形9両（5181F - 5186F・5188F向けと、サハ5589・5590号）
- 目黒線5080系の8両化が本格化。5187Fは5月に営業運転を開始、10月の5183Fをもって全10編成の8両化が完了した。
- 東横線5050系へのQシート車両組込み（10両化）を開始。8月に5166F→4112F、2月に5169F→4115Fに実施[83]。5166F→4112Fについては（相鉄直通対応改造と同時に）新造車の製造元である総合車両製作所で10両化実施された点が特筆される（他の編成は長津田検車区で実施）。また、Qシート車両については全8両が無装飾の状態で輸送されている。
- 7月に5080系の相鉄直通対応、またTIP更新が完了。
- 8月に東横線車両のデジタル無線対応、ならびに相鉄直通対応（対象編成のみ）が完了。
- 12月から1月にかけて、5102F - 5105Fの運行番号・行先表示器と5106Fの行先表示器が白色LEDに交換され、前面の行先表示器から3色LEDが消滅。

### 2023年度
東横線入籍車：サハ4413・4414・デハ4513・4514号
- 東横線5050系へのQシート車両組込みが完了。4月に5167F→4113F、5月に5168F→4114Fに実施されている[18]。

### 今後の予定
2024年5月13日に発表された東急電鉄の設備投資計画で導入から20年を超える車両を中心にリニューアルを行う方針が示され、東急は直後の取材に対し3000系や5000系・5050系がこれにあたると回答した。これについて2025年5月8日の発表ならびに報道において、以下の通り詳細が示されている。
内容
- エクステリアデザインを一新。2020系と同様にコンセプトカラーである「INCUBATION WHITE」（美しい時代へ孵化する色）を基調とする。
- インテリアデザインを一新し、フリースペースを増設。2020系に準じたデザインを採用している車両は対象外（車外リニューアルのみ実施）。
- ドアの交換や走行機器の変更は行わない。

対象車両
- 田園都市線5000系（10両18編成）：長津田検車区にて実施、2026年春頃より営業運転開始。
- 東横線5000系・5050系（8両23編成）：元住吉検車区にて実施、2025年冬頃より営業運転開始。

対象外車両
- 東横線5050系4000番台（10両15編成）：導入時期が比較的新しいため。
- 東横線5050系の一部（8両2編成）：2016年度以降の製造であり、内装も2020系に準じているため。
- 目黒線5080系（8両10編成）：同路線においては3000系を優先するため。

## 設計変更一覧
一部で車両番号の変更が実施されているが、各グループの車両番号は入籍時のものを記載する。
微細な変更は#年表も参照。

### 2次車

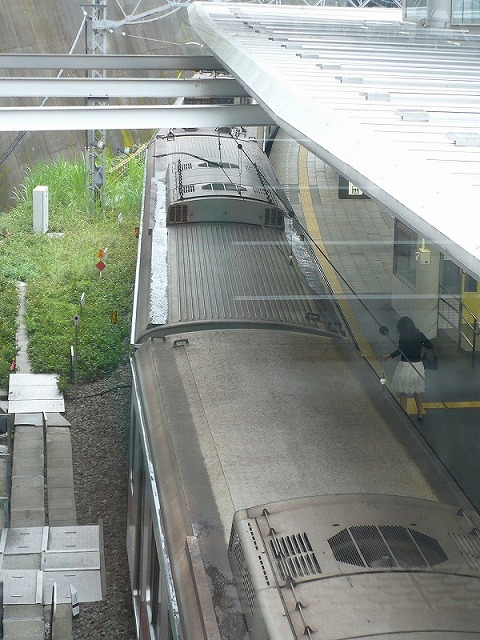
5101Fの屋根上
手前がフラット屋根の7号車、
奥がビード屋根の8号車（鷺沼駅）

5000系：5102F - 5106F
5050系：なし
5080系：5181F
全車2002年度入籍
- 目黒線仕様（5080系）の設定
- 車体幅の拡大
- 側引戸の間隔を変更[90]、また床部に傾斜を設けた[91]。
- 前面非常扉の窓を拡大、それに伴いワイパー形状を変更[92]。また前面右下のエアホースを省略（必要時に装着）[93]
- 側面の種別表示器の形状を変更[94]。また側面帯は車端部をやや延長[95]し、側灯部分の処理も変更[96]
- 屋根の構造を変更
  - 5101Fではビードが1本少なく、そのうち4・5・7・9号車では凹部が埋められていた。
- 車内案内表示器のLCDを増設（1台→2台）[97]、車内広告枠レールの変更（視認性向上）
- 妻面の消火器取付方法・位置を変更（車内側に飛び出し、外板はフラットになる。また車体中心寄りの低い位置となった。）
- 5000系において、車椅子スペースのない中間車にフリースペースを設置[14]
- 運転台へのDoPaアンテナの取り付け、ATC/ATS非常運転スイッチの変更
- 側面端部のドアコック表記・エンド表記を金属板からステッカーへ変更し、書体も車両番号と統一。

5101Fもその後の半蔵門線延伸と直通運転区間拡大時期の2003年2月から3月にかけて、非常扉の交換やフリースペースの設置、モニタの2画面化などの改造を実施した。

### 3次車
5000系：なし
5050系：5151F - 5153F
5080系：5182F
全車2004年度入籍
- 東横線仕様（5050系）の設定
- 前面の塗装を金色から銀色に変更
- 前面にラインカラーの表示を追加
- 日立製の冷房装置の妻面リブを省略
- 座席下の暖房器を斜め吊りに変更（暖房効率向上）
- 消火器取付方法の変更（室内側をフラット化。車外に飛び出しており、これに伴い銘板取付位置が変更された。）

前面へのラインカラー追加と冷房装置の変更は既存車（既存品）にも行われた。
5080系の表示器は幕+3色LEDのままである。

### 4次車
5000系：5107F（4号車欠車の9両編成）、サハ5504・5804号（6扉車）
5050系：5154F - 5158F
5080系：なし
2004・2005年度入籍
- 下り方先頭車の排障器（スカート）の変更
- 三菱製の冷房装置を小型化した新型に変更
- 5000系に6扉車を設定（編成中2両）、それに伴い編成構成を変更。
- 5000系において、5050系の仕様を取り入れ
  - 種別・行先表示器のフルカラーLED+白色LED化、床面の色調変更、座席形状の変更、車内の窓キセ（窓枠）の仕上げ変更（艶消し→光沢）など
- 5050系において妻鴨居部分のカラー変更
- 前面非常扉への遮光カーテンの取り付け、運転台座席の変更
- ラインデリア整風板の材質・形状を変更（火災対策のためポリカーボネートからアルミへ）

5000系2次車にも前述の通り6扉車組み込み・編成構成の変更が行われている。この際、車椅子スペースが3・9号車に設置されていることから、3号車から4号車への改造に際しては車椅子スペースのフリースペース化、2号車から9号車への変更に際してはフリースペースの車椅子スペース化が行われた。

### 5次車
5000系：5108F - 5110F（9両編成）、サハ5506・5806号（6扉車）
5050系：5159F - 5165F
5080系：5183F・5184F
全車2006年度入籍
- 5080系に5000系・5050系の仕様を取り入れ
  - 種別・行先表示器のフルカラーLED+白色LED化、車内案内表示器にLCD（TIP装置）を採用、ドアチャイム変更、転落防止幌設置
- 優先席部において、握り棒（スタンションポール）にUD手すり（ユニバーサルデザイン手すり）[注 44]を採用。座席端のものを既存品から変更するとともに、座席間にも追加。
- 妻引戸を自動で閉まる傾斜式に変更（火災対策）
- 6扉車において荷棚を拡大
- 吊手の変更、ラインデリア整風板の形状変更（2度目）、荷棚端部の握り棒処理を変更
- 側面の赤帯の幅を細く変更（5000系を除く。また編成内での混在が発生しない車両に限る[注 45]）
- 屋根のランボード拡幅部分（冷房装置脇）の延長
- 空気圧縮機をRWS20Aから小型で除湿装置を内蔵するRWS20Cへ変更

5次車の6扉車が組み込まれた5000系5106F（10号車を除く）、また同編成から5次車の編成へ組み込まれたサハ5706→5409・5606→5410は、妻引戸が5次車の仕様に揃えられた。

### 6次車
5000系：5111F - 5114F（9両編成）、サハ5503・5803・5505・5805号（6扉車）
5050系：5166F - 5168F
5080系：5185F - 5187F
2007・2008年度入籍
- 側引戸窓の複層化
- 側引戸（内側のみ）・妻引戸に化粧板を取付。また戸当たり部・クツ摺り部に黄色のマーキングを実施。
  - 5167F以降では客用扉内部に号車番号が表記された点字ステッカーが貼付された[注 46]。
- 5000系・5050系において車側灯を電球からLEDに変更（5080系は当初よりLED）
- 空気圧縮機をスクリュー式のRWS20Cからスクロール式のMBU1600YGへ変更（編成内での混在が発生しない車両[注 47]に限る）
- 5112F・5166Fは偶数編成でありながら三菱製の冷房装置を搭載する。

6次車の6扉車が組み込まれた5105F・5103F（ともに10号車を除く）、また同編成から6次車の編成へ組み込まれた新サハ5411 - 5414は、妻引戸が6次車の仕様に揃えられ、また側引戸周りのマーキング追加も実施。
5次車以前の編成は、2007年7月から同年9月にかけて車側灯のLED化を実施した。

### 7次車
5000系：5115F・5116F（9両編成）、5117F・5120F（10両編成）、サハ5502・5802号（6扉車）
5050系：なし
5080系：5188F - 5190F
全車2008年度入籍
- 排障器（スカート）を強化型に変更、前面非常はしごの形状を変更
- 冷房装置を三菱製に統一
- 鴨居カバーの形状変更（上部の段差をなくす）
- 車内等に6000系・7000系の仕様を取り入れ。
  - 一般席部の握り棒（座席端・座席間）もUD手すりに変更[注 48]
  - 袖仕切りの形状を変更
  - ドア開閉表示灯の設置（側引戸鴨居部）
  - 座席前の低い方のつり革高さを、床面上1,530 mmから1,580 mmに変更
  - パンタグラフ上昇検知装置の設置
- 5000系の車掌スイッチをリレー式に変更
- 空気圧縮機脇のMRS・空制試験弁箱を小型化

7次車の6扉車を組み込んだ5102F、また同編成から7次車の編成に組み込まれた新サハ5415・5416は、前述した5105F・5103Fの改造に加え、ドア開閉表示灯の設置が実施されている。
6次車以前の5000系車両も車掌スイッチのリレー式への交換を実施した。またドア開閉表示灯の設置は既存の各系列においてTIP装置の更新と共に進められている。

### 8次車 (2009年度製造分)
5000系：5118F・5119F（4・5号車欠車の6両編成※）、5121F（10両編成）、5122F（5号車欠車の7両編成※）、サハ5405 - 5410・5417・5420号（6扉車8両※）
5050系・5080系：なし
- 5118F・5119F（9両編成）、5121F・5122F（10両編成）、サハ5501・5801号（6扉車）として製造されていたが、多くが異なる番号で入籍、また製造されたうちの3両は入籍が翌年度に持ち越された。
- 本グループの途中から、側面の吹寄せ板がBG仕上げに変更された。上記の中では5122F（7両）と同編成向けに製造されていたサハ5417・5420が該当[注 49]。

### 2010年度製造分
5000系：サハ5404号（6扉車）
5050系：5169F・5173F・5174F（8両編成※）、5170F - 5172F（4・5号車欠車の6両編成）
5080系：なし
- 車椅子スペースの手すりを変更（6000系・7000系と同等）
  - 窓下の手すりを1段から2段とし、1段目にはクッションを巻いている。また窓上の手すりを省略した。
- 5050系において、副都心線等への直通運転への対応を実施。直通各社の保安装置・無線装置や副都心線でのワンマン運転機器が装備された。
- 5169F・5173F・5174Fは5050系として8両同時に入籍しているが、これらの4号車は5000系（デハ5900形）8次車として製造されたものであり、仕様が異なる。
  - 8次車の中で仕様が分かれていた吹寄せ板の仕上げについては、サハ5474のみBG仕上げである。

既存の5050系、5000系（東横線運用車）についても2010年度から2012年度にかけて副都心線直通への対応改造が実施されている。

### 2011年度製造分
5050系：4101F - 4104F（6号車欠車の9両編成）、4105F・4106F（10両編成）、5175F、サハ5572・5569・5573・5574号
5000系・5080系：なし
- 5050系に10両編成を設定。
- TIP装置をデジタル化[注 50]。あわせて車内表示器（LCD）の画面サイズを15インチから17インチへ拡大[27]。
- 荷棚の仕様変更[27]（金網から穴の開いた板状のものへ）
- 日立製VVVFインバータ装置を変更。外観上は網目部分の形状の変更が目立つ。スペクトラム拡散により磁励音が静粛化された[98]。
  - 形式は2群用がVFI-HR2820L、1群用がVFI-HR1420Wとなる。

4101F - 4104Fに組み込まれた中間車4両（新デハ4601 - 4604）については、組み込みに際してTIP装置の更新（LCDの17インチ化）を行っている。
TIP装置の更新は既存編成においても2015年より開始され、LCDの17インチ化・ドア開閉表示灯の設置（未設置車のみ）がなされている。

### 2012年度製造分
5050系：4107F - 4109F
5000系・5080系：なし
これまで本系列、並びにその台車などの製造を担っていた東急車輛の鉄道車両事業が4月に総合車両製作所へ継承された。実質的には製造所名が変更された形となる。
- 各部の製造銘板を変更（東急車輛→総合車両製作所）。
- 台車の軸ばね箱の構造を変更。

### 2013年度製造分
5050系：4110F「Shibuya Hikarie号」・5176F（サハ5576はsustina）
5000系・5080系：なし
- 前照灯・車内照明にLEDを採用。
- 日立製の冷房装置の側面リブを省略。
- 本グループのみの変更点：日立製の冷房装置を搭載、裾部にも転落防止幌を設置

前照灯・室内灯はそれぞれHID・蛍光灯を用いている既存車も全て交換が行われた。また冷房装置の変更も一部既存品で行われている。

### 2015年度製造分
5000系：サハ5400形・5500形・5800形各4両（5115F - 5117F・5120F向け）
5050系・5080系：なし
内装に大幅な変更が加えられ、各系列で異なっていたデザインも統一された。
- 田園都市線車両は全車4扉へ変更。
- 側面の表示器を全面フルカラーに変更。
- 座席をハイバックシートに変更し、一部座席にはヘッドレストを装備[99]。モケットを緑系とした。
  - 4110Fに類似しており、窓下のブラックアウト部には扉間のみ、「TOKYU CORPORATION」の文字が入る。
- 車椅子スペースの増設[99]（各車両に設置）
  - 位置は、先頭車が連結面寄り、2号車は両端[注 51]、その他は上り方の車端部（いずれも向かって右側）とされ、既存の車椅子スペース・フリースペースとの互換性が持たせてある。
- 妻引戸の窓を大型化、化粧板を木目調とし[99]、また戸閉装置を変更。
- その他内装各部の変更
  - 床面デザインの変更（及び車椅子・ベビーカーマークの掲出）・袖仕切り大型化・荷棚の低位置化
- 車外妻面のTIP関係の機器箱を廃止。

本年度から2017年度にかけて新造車の組み込みが行われた5104F - 5117F・5120Fは、組み込みと同時にTIP装置更新（LCDの17インチ化）を受けている。

### 2016年度製造分
5000系：サハ5400形・5500形・5800形各9両（5104F・5106F・5107F・5109F・5110F - 5114F向け）
5050系：5177F
5000系・5080系：なし
- 主電動機を全密閉式（TKM-16）に変更（編成単位での新造車のみ）
- 先頭車の排障器（スカート）をスノウプラウ付きのものへ変更[76]。
- 列車無線の送受話器をデジタル対応型に変更。
- 一部車両において、廃車となった6扉車からの部品流用を開始。一部に仕様の退化がみられる。

### 2017年度製造分
サハ5400形・5500形・5800形各2両（5105F・5108F向け）
- 大きな変更はない。

### 2019年度製造分
5050系：5178F、デハ4611・サハ4711号
5000系・5080系：なし
東京急行電鉄の鉄軌道事業が東急電鉄に吸収分割された。本グループの10両はいずれも分割前に到着・分割後に入籍となっており、銘板等への反映はされていないが、4111F向け増結車は側面窓下の社名表示が省略、側面の社紋は未貼付の状態で製造されている。
- 列車無線（空間波式）をアナログ/デジタル兼用タイプに変更し、誘導無線を廃止。
- 内装に2020系の意匠を取り入れ[76]。
  - ヘッドレストが廃止されたほか[76]、床面デザイン、車椅子スペースの手すり形状などが変更された。
- 側引戸の化粧板を艶消しの滑りやすいものへ変更。
- 側面の赤帯を細いタイプに統一。
- 本グループのみの変更点：床面の車椅子・ベビーカーマークを省略

### 2021年度製造分
5080系：デハ5487・サハ5587号
5000系・5050系：なし
- 5080系を8両編成に変更。
- 座席のハイバック仕様を取止め[100]。
- 妻面の車籍銘板、側面の社紋の社名表記を変更（「東京急行電鉄」→「東急電鉄」、「TOKYU CORPORATION」→「TOKYU RAILWAYS」）。

### 2022年度製造分
5050系：サハ4412・4415・デハ4512・4515号
5080系：デハ5480形7両・サハ5580形9両（5181F - 5186F・5188F向けと、サハ5589・5590号）
5000系：なし
- 5050系4000番台にQシート車両を設定（編成構成変更）。

### 2023年度製造分
5050系：サハ4413・4414・デハ4513・4514号
- 大きな変更はない。

## sustina試験車
2013年度製造分の中のうちサハ5576号は、東急電鉄と総合車両製作所（J-TREC）が共同開発した次世代ステンレス車両「sustina」を採用した第1号車両である。2013年5月中旬に東横線に導入された。

### 車体
従来の軽量ステンレス構造を基本にしながら、構体構造の見直しや妻面（妻構体）にビード付き外板の採用、室内艤装構造の見直しにより、自重を0.5 t軽量化（従来の26.0 tから25.5 tに）しており、アルミニウム合金車体並みの軽量化を達成している。
従来、ステンレス車両の組み立てにはスポット溶接が使用されてきており、外板同士の接合には外板同士を重ねてスポット溶接を行うため、「せぎり」とよばれる継ぎ目が多数存在した。しかし、「sustina」では外板同士をレーザー溶接によって すべて連続溶接することで、継ぎ目のないフラットな外板となっている。
外板同士の継ぎ目個所には、雨水などが侵入するのを防ぐため、シーリング処置を行っていたが、シーリング材は経年によって劣化するため、定期的に補修が必要であった。しかし、外板同士を連続溶接することで継ぎ目がないため、このような作業が不要となるため、メンテナンス性が大幅に向上している。また、車体の凹凸が少ないことから、外観見付けの向上も図られている。
レーザー溶接は側面外板全体（車体長19.5 m）、側窓枠および側出入口フレーム、妻面外板（従来3枚の板から構成を1枚の板化）、妻面外板と幌枠（連結幌取り付け枠）の接合に使用されている。また、従来工法では雨樋を車両限界内に収めるため、側構体を車体中央に向けて1度傾斜させた台形断面構造となっていたが、「sustina」では側構体と屋根構体の接合方法の見直しにより、側構体を垂直に立ち上げることで室内スペースの拡大が図られている（車両定員1名増加）。

### 内装
客室内は構体の剛性向上と万が一の側面衝突事故発生時における乗客の安全性を確保するため「内装ロールバー構造」を採用した。これは左右の側構体間を連結する補剛材に袖仕切板、スタンションポール（縦握り棒）荷棚受けなどに曲面を描いたポール（補強棒）で結んだもので、万が一の衝突事故時の安全性向上と内装デザインとの調和を図っている。
袖仕切板などの内装品の取り付けには、つり溝を利用したボルトナット固定方式やネジ座が動くフローティングボルト・ナット方式を採用し、作業性の向上を図るとともに車内での穴開け作業を不要とすることで、切り粉の発生をなくしている。天井ダクトや天井部、妻面、配線類は現車組立てとせず、あらかじめ外部で製作を行った後、車体に取付ける形で組立てるモジュール化を採用しており、作業の効率化が図られている。
荷棚上の側面天井部は、開閉可能な構造としており、組み立て時における作業性の向上や将来の配線追加工事が行われる場合にも容易に対応できる構造となっている。内装デザイン向上のため、荷棚受け、つり手棒受けなどの内装品はビスの頭が乗客から極力見えない構造としている。荷棚高さは使いやすさの向上のため、床面高さ1,748 mmから53 mm低くした1,695 mmに変更した。
客室照明にはLED照明を採用しており、消費電力を従来に比べて約40 %削減している。以前は中間車1両につき灯具が24灯設置されていたが、22灯に減らされている。車内照度は従来と同等となっており、省エネルギー化が図られている。連結面貫通扉は従来、傾斜式戸閉装置を採用してきたが、乗客から操作が重いとの意見があったことから、ばねの巻き取り力で動作する水平式戸閉装置を採用している。

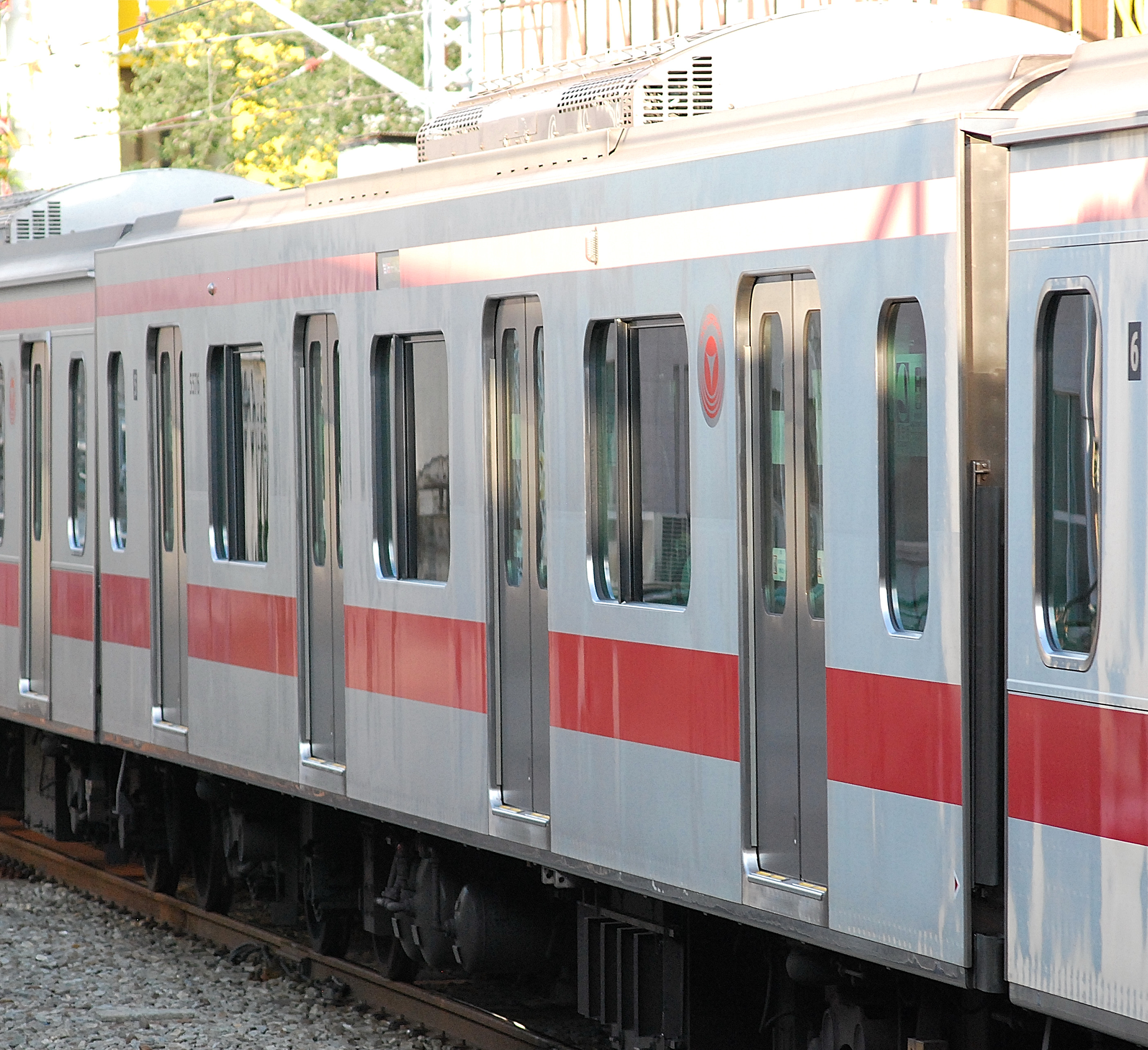
「sustina」を採用したサハ5576号。 （2013年9月29日 自由が丘）
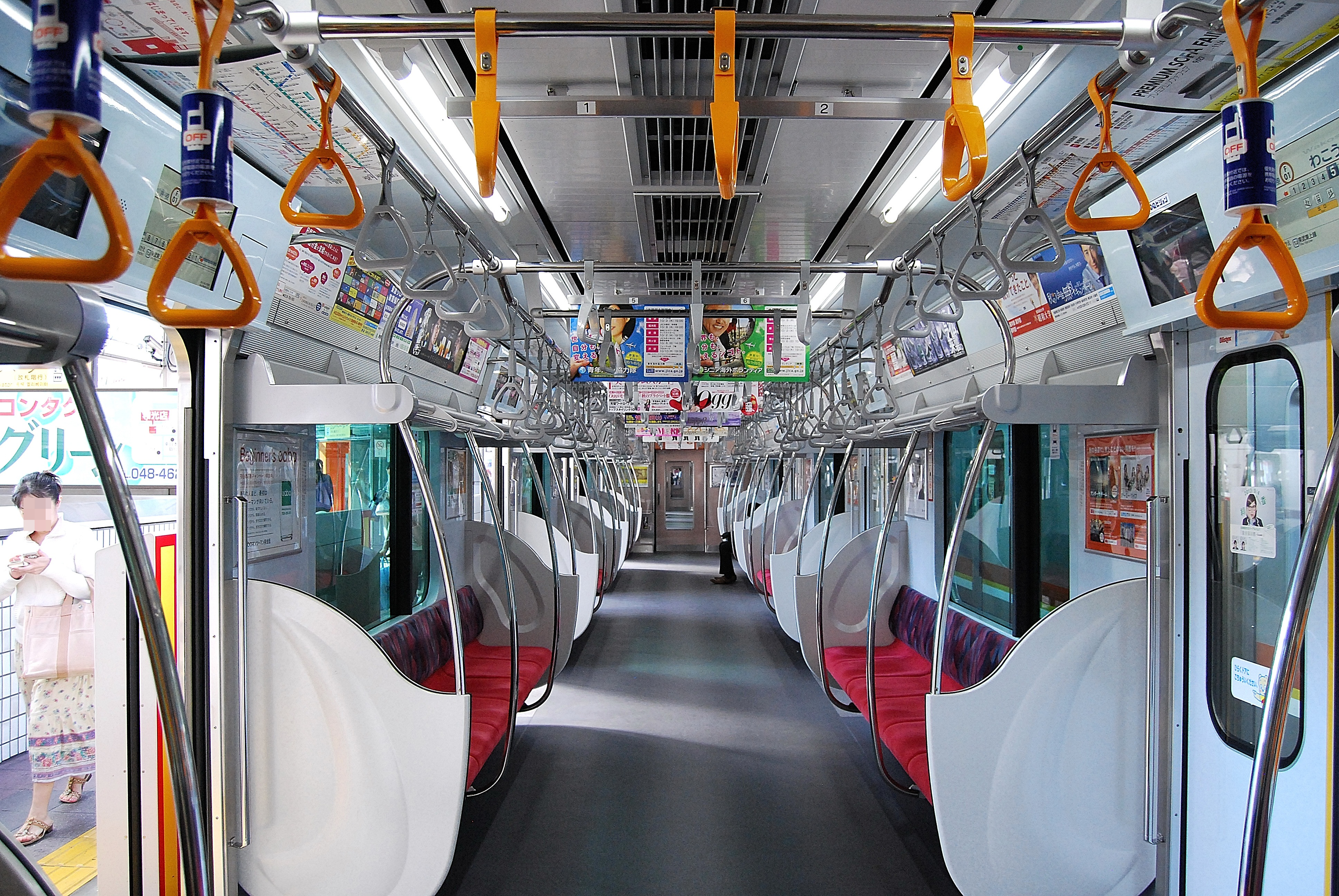
サハ5576号の車内、左側の袖仕切り板から左右の荷物棚を経由して、右側の袖仕切り板に繋がっているのが内装ロールバーであり、左右の荷物棚付近で、その一部が車体側面に繋がっている。
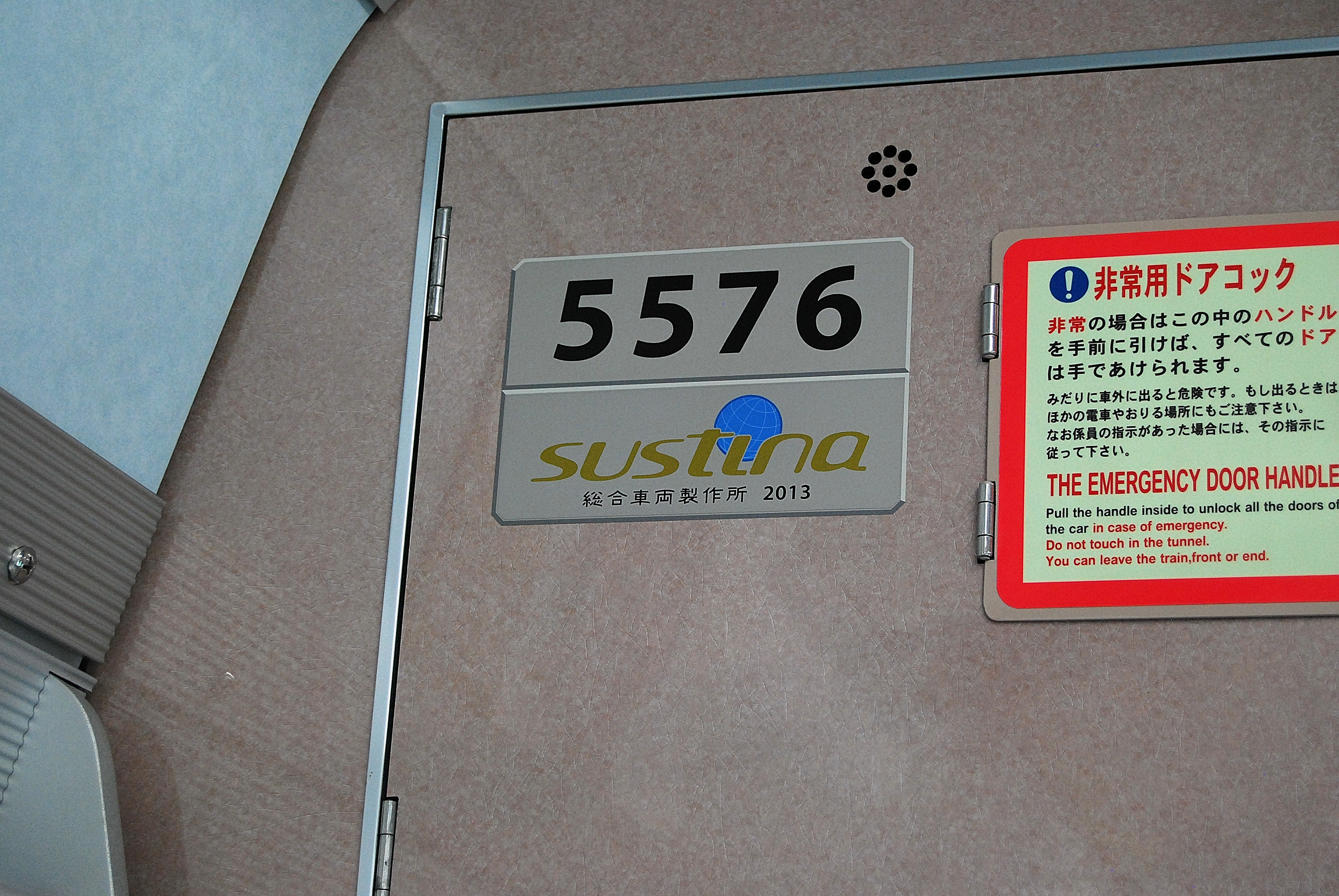
サハ5576号の車内の妻面の上には、車両番号の表示の下にsustinaの表示がある。

## 特殊運用・ラッピング
過去の列車
- 田園都市線用の5101Fの運用開始から1か月間は「Series 5000 Debut!」とデザインされたヘッドマークを装着して運用された[2][103]。
- 東横線においては5050系5151F・5152Fが運用開始から1か月間「5050系 デビュー」と表記された2編成で異なるデザインのヘッドマークを装着して運用された[26]。
- 2007年7月12日から翌2008年6月30日まで、5050系5159Fが「東横線開業80周年記念電車」として運転された。この編成には先頭車の前面にヘッドマークが装着され、ドアと窓の間には東横線各駅の周辺の風景イラストのステッカーが貼付された。なお、運転開始初日には渋谷から元住吉まで招待制の記念列車に充当された。
- さらに同年7月21日から8月31日まで「仮面ライダー電王スタンプラリー」が開催されたことに伴い、5050系5160Fが「仮面ライダー電王ラッピングトレイン」として運転された。
- 同年11月15日から12月20日まで5050系5165Fがアニメーション映画『えいがでとーじょー! たまごっち ドキドキ! うちゅーのまいごっち!?』の広告車両となった。
- 2007年7月15日運転分からの「みなとみらい号」（埼玉高速鉄道浦和美園駅発着列車）では、埼玉高速鉄道2000系に代わって5080系で運用されている。ただし、同日分の「みなとみらい号」は台風の接近により運転中止となったため、実際に運用されたのは同年10月27日からである。前面のヘッドマークは車内側から掲出されていた。種別・行先表示器の表示は復路は「急行 浦和美園」となっていたが、往路は「急行 元町・中華街」ではなく「臨時」であった。
- 2015年7月末から1年間、5050系5170Fに「いい街いい電車プロジェクト」のラッピングを実施していた[104]。
- 2016年10月から1年間、5000系5104F・5050系4102Fに東急線アプリのラッピングを実施していた[105]。
- 2018年1月中旬から1年間、5000系5107F・5050系5169Fに「にじいろ東急スクエア号」として東急スクエアのラッピングとヘッドマークの掲出を行っていた[106]。
- 2018年8月末から2019年3月まで、5080系5188Fに「まちづくり100周年」のラッピングとヘッドマークの掲出を行っていた[106]。
- 2020年9月から2023年5月まで、5000系5121Fが「SDGsトレイン 美しい時代へ号」としてラッピング・ヘッドマークを掲出し運行[107]。当初は1年間としていた運行期間は2度延長され[108][109]、2021年9月からは「SDGsトレイン 2021」として、2022年9月からは「SDGsトレイン 2022」として運行していた。
- 2022年4月末から2023年4月まで、5050系5151Fが「東急グループ100周年トレイン」としてラッピング・ヘッドマークを掲出し運行していた[110]。

運行中の列車
- 2017年9月4日より、5000系5122Fに旧5000系「青ガエル」の塗装を再現したラッピングを行っている[111][112]。東横線90周年を記念して実施されたもので、記念ロゴやヘッドマークが掲出されていた。当初は1年間としていた運行期間が2019年8月までに延長[113]、さらに2019年9月には二度目の延長が発表された[114]。以後は90周年関連のロゴを取り外し、単純に「青ガエル」として運行されている。
- 2018年9月より、東横線において5000系・5050系8両3編成の1号車にキユーピーのラッピングが行われている[115]。車両は複数回にわたり入れ替わっており、2024年現在は5159F - 5161Fがラッピング実施中。
- 2023年4月より、5050系5175Fが「SDGsトレイン 美しい時代へ号」としてラッピング・ヘッドマークを掲出し運行している。5121Fと比較し、ラッピングデザインがモザイク模様からグラデーション模様へと変更されている。
- 2024年5月より、5050系4105Fに東海道新幹線N700系デザインのラッピングを施して運行している[116]。JR東海が協力。先に目黒線3020系3123Fにも同様のラッピングが施されていたが、同車ではホームドアの関係で側面上半分のみであったラッピングが今回は車両全体となり、またプロモーションステッカーもなくなったことで純粋な新幹線デザインとなっている。

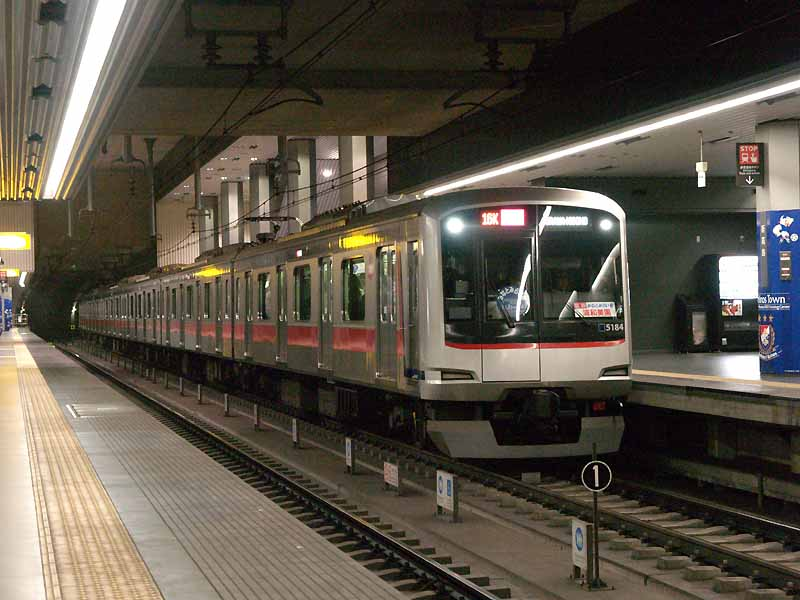
「みなとみらい号」の運用に就く5080系 （2007年12月24日 新高島駅）
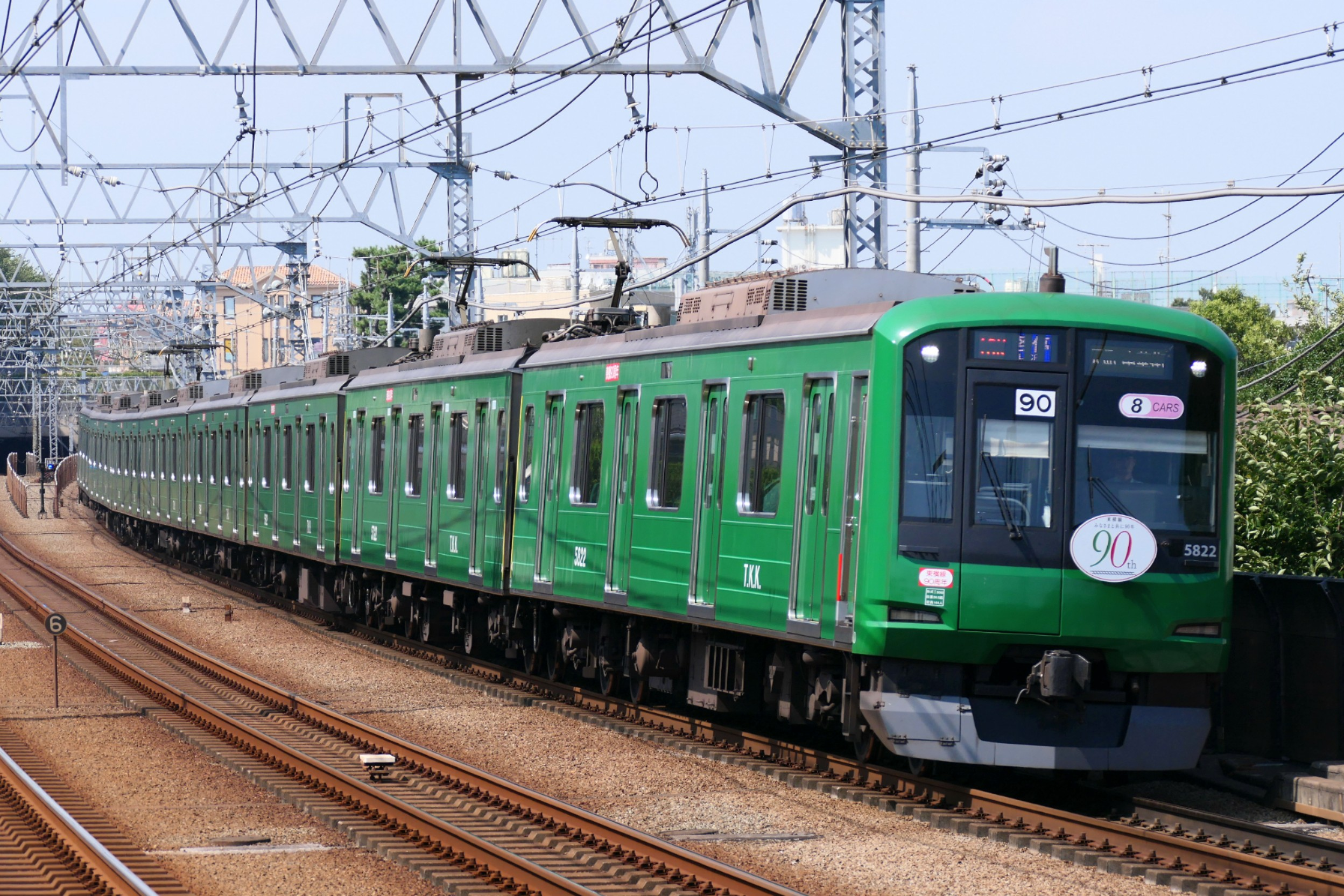
東横線90周年記念「青ガエル」5122F （2019年8月 多摩川駅）
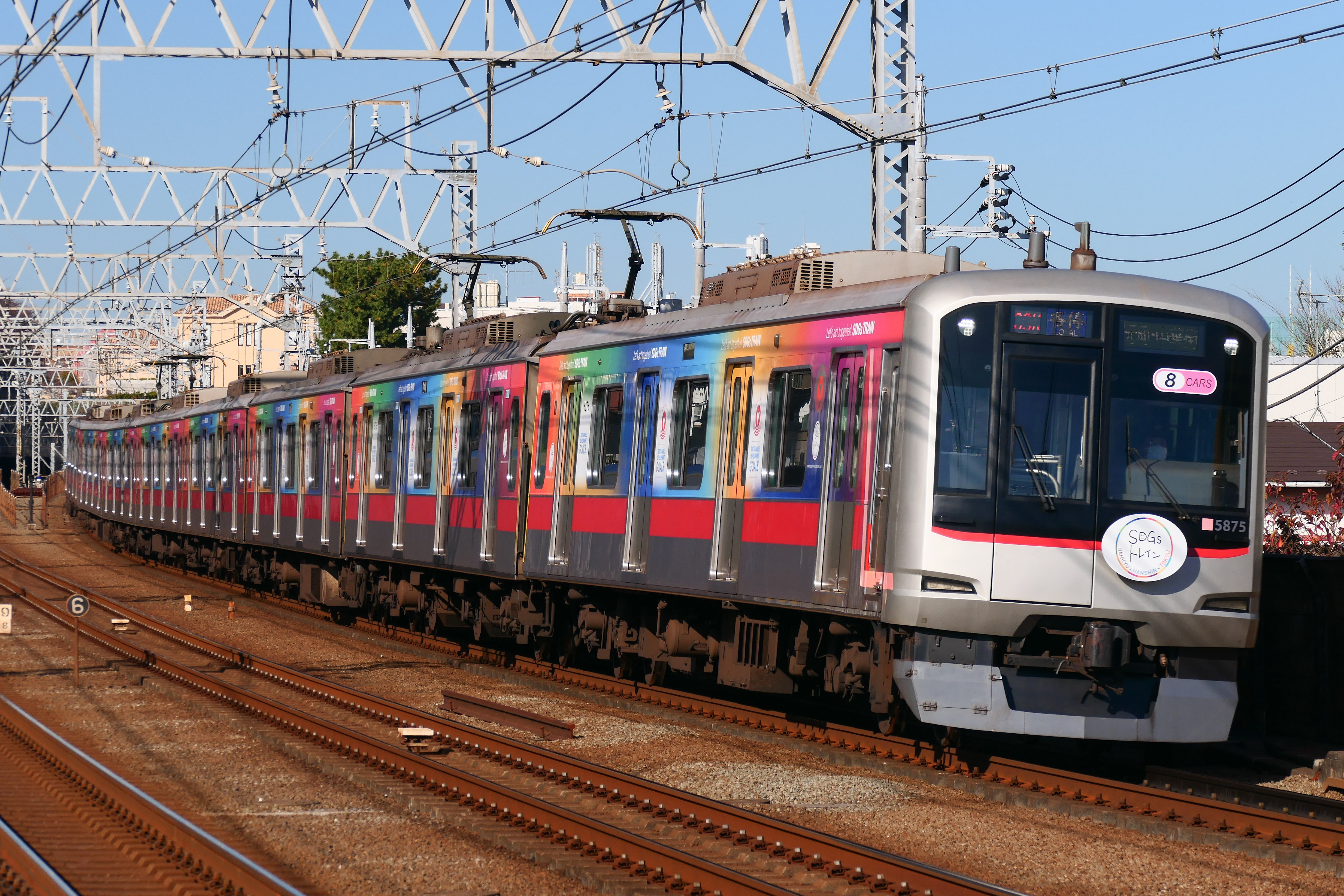
「SDGsトレイン 美しい時代へ号」5175F （2024年12月 多摩川駅）
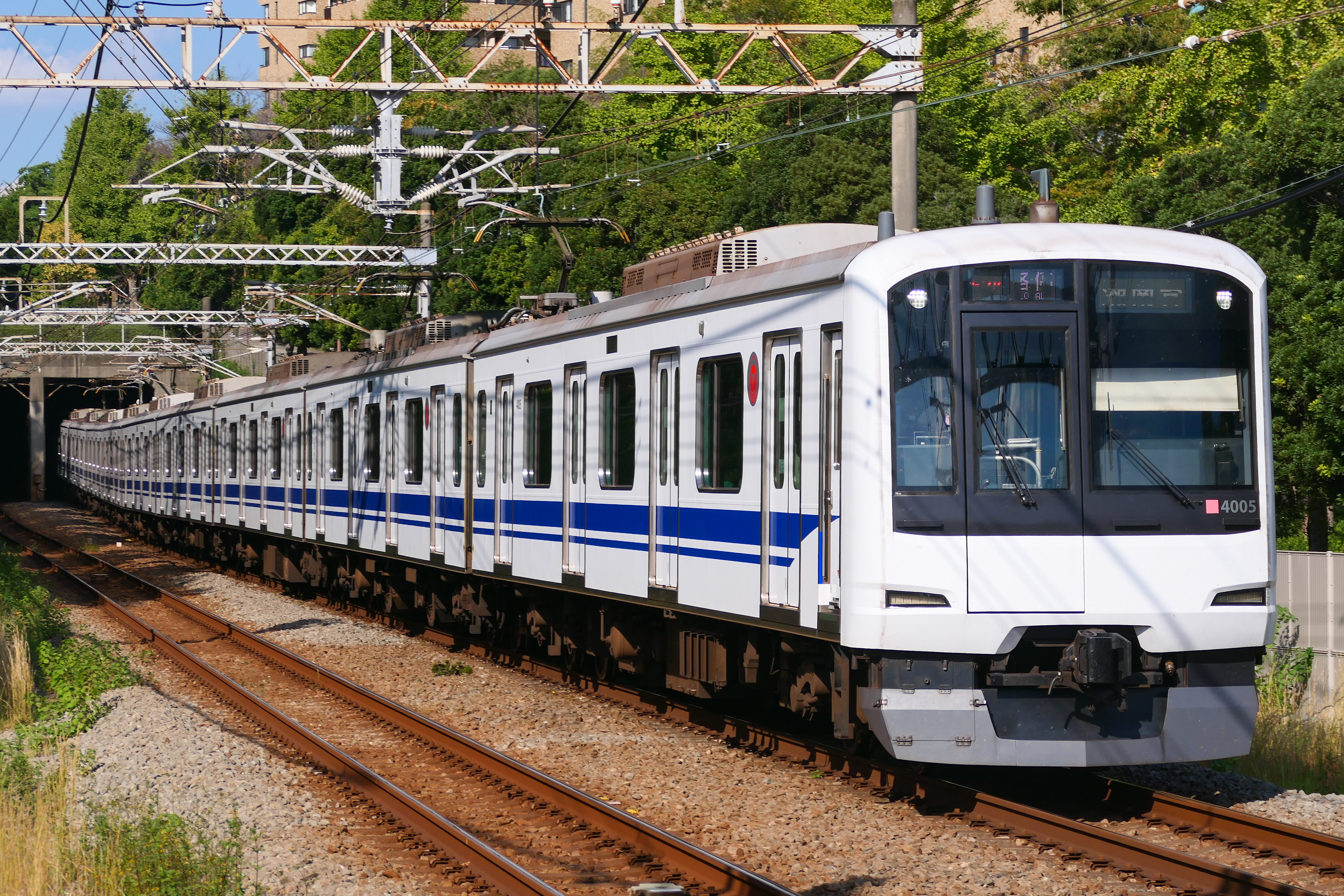
東海道・山陽新幹線デザインラッピング 4105F （2024年10月13日 緑園都市駅）